# Frankfurt-Höchst
Höchst (bis 1928 Höchst am Main) ist ein Stadtteil von Frankfurt am Main mit 16.007 Einwohnern. Er liegt etwa 8,2 km westlich der Hauptwache an der Mündung der Nidda in den Main.
Höchst war im Gegensatz zu den meisten anderen Stadtteilen eine alte Stadt mit Stadtrecht seit 1355 und ist bis heute das wichtigste städtische Subzentrum im Frankfurter Westen. 1928 wurde Höchst nach Frankfurt eingemeindet. Bis 1987 war Höchst Verwaltungssitz eines eigenen Landkreises, der seit 1928 den Namen Main-Taunus-Kreis trägt. Höchst ist Zentrum des Ortsbezirks Frankfurt-West mit 120.000 Einwohnern.
Der Name Höchst wurde durch die Hoechst AG (1863–1999) weltweit bekannt. Mit einer Unterbrechung von 27 Jahren zwischen 1925 und 1952 war Höchst Sitz des Chemie- und Pharmakonzerns. Dessen ehemaliges Stammwerk ist heute als Industriepark Höchst einer der größten Industriestandorte Deutschlands.
Bedeutendstes Baudenkmal Höchsts ist die karolingische Justinuskirche, die in wesentlichen Teilen aus dem 9. Jahrhundert stammt. Die gut erhaltene Höchster Altstadt steht seit 1972 unter Denkmalschutz. Die meisten Fachwerkhäuser auf mittelalterlichem Stadtgrundriss stammen aus der Zeit nach dem großen Stadtbrand von 1586.

## Geographie

### Lage

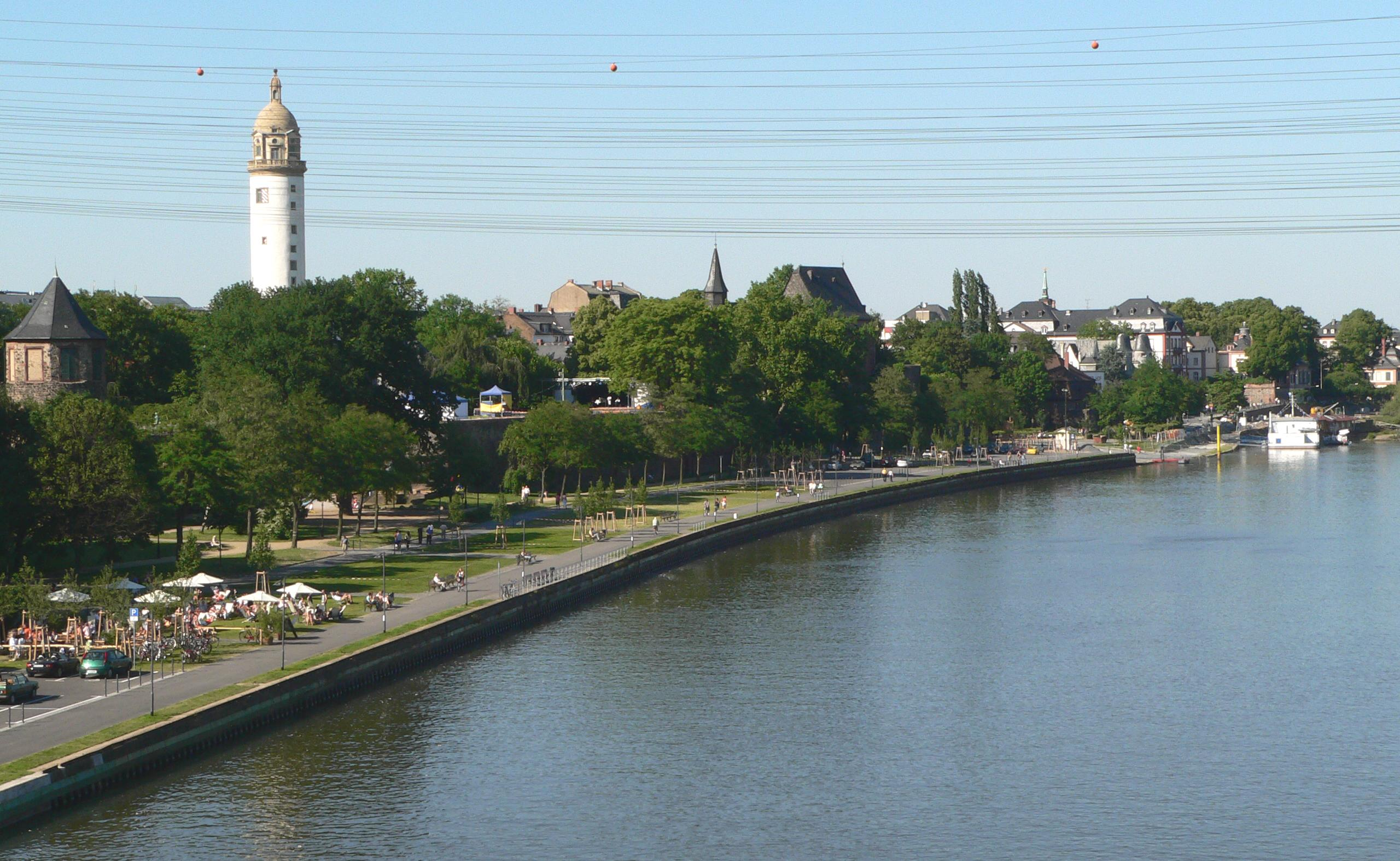
Ufer des Main mit Schlossturm, Justinuskirche und Niddamündung

Höchst liegt im Westen des Frankfurter Stadtgebiets auf einer Anhöhe des rechten Mainufers auf 100 m ü. NN. Der Fluss beschreibt in Höhe der Niddamündung einen Bogen nach Norden, an dessen äußerer Seite die Höchster Altstadt liegt. Das Steilufer fällt zum Main rund zehn Meter ab.
Höchst grenzt an die Stadtteile Sindlingen, Zeilsheim, Unterliederbach, Sossenheim und Nied, alle auf dem nördlichen Mainufer gelegen. Nachbarn südlich des Mains sind Frankfurt-Schwanheim und die Stadt Kelsterbach.
Nach Norden steigt das Gelände sanft Richtung Unterliederbach an, jenseits des Stadtgebietes geht es in die Ausläufer des Vordertaunus über. Richtung Nied fällt die Topografie nach Osten deutlich auf das zehn Meter tiefere Niveau des Mains ab. In Richtung Westen nach Zeilsheim und Sindlingen bleibt das Geländeniveau im Mittel unverändert.

### Stadtteilgliederung

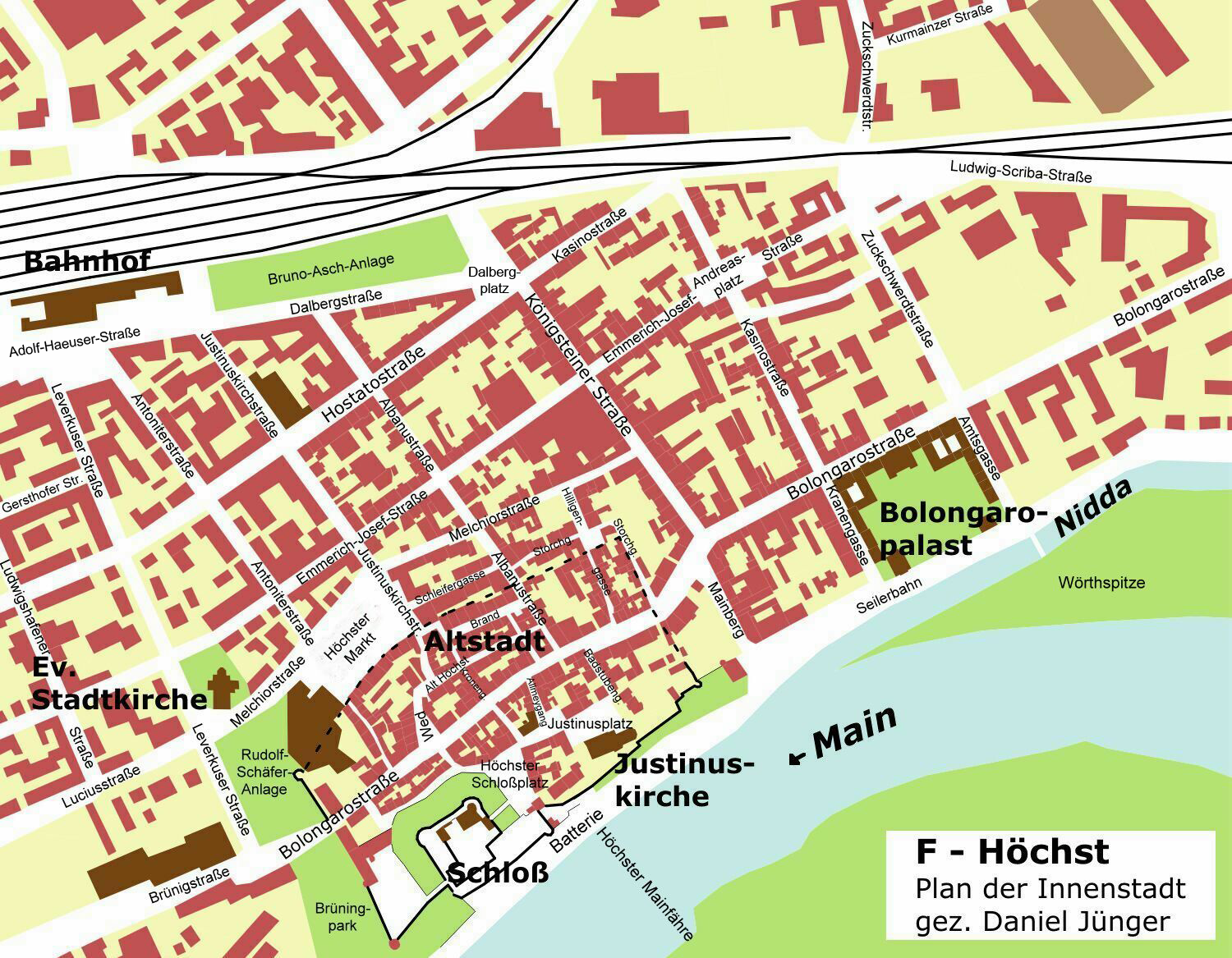
Plan der Höchster Kernstadt

Der Stadtteil Höchst umfasst das ehemalige Höchster Stadtgebiet vor den Eingemeindungen von Unterliederbach, Sindlingen und Zeilsheim im Jahr 1917. Die Höchster Gemarkung gliedert sich in die Altstadt, die Neustadt, die Innenstadt und das Westend, das Oberfeld sowie das Unterfeld.
Die Höchster Altstadt liegt zwischen der Königsteiner Straße im Osten, der Leverkuser Straße im Westen, der Melchiorstraße im Norden und dem Main im Süden. Sie bildet den Kern der historischen Stadt Höchst mit dem Höchster Schloß, der Justinuskirche und den historischen Bauwerken entlang der alten Höchster Hauptstraße, die seit 1928 Bolongarostraße heißt. Die Altstadt ist in ihrer Struktur seit der frühen Neuzeit fast unverändert geblieben, wie der Vergleich von alten und neuen Stadtplänen zeigt.

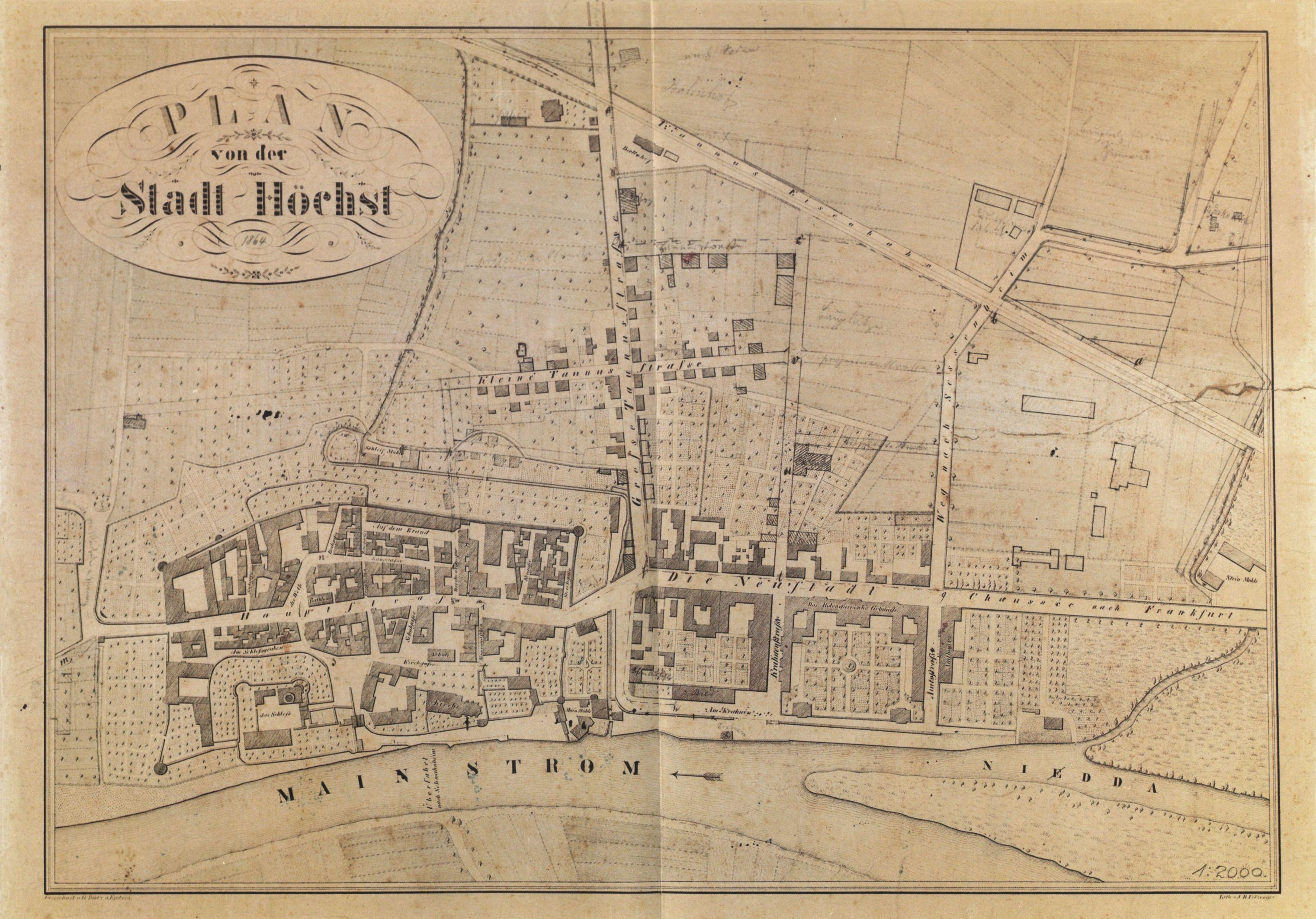
Höchster Stadtplan von 1864

1768 wurde östlich der Altstadt die Höchster Neustadt als Stadterweiterung gegründet. Sie erstreckt sich östlich der Königsteiner Straße in Richtung Nied. Prägende Bauten sind der Bolongaropalast und das ehemalige Kreishaus des Main-Taunus-Kreises an der Bolongarostraße. Das Gelände wurde erst mit dem Anwachsen Höchsts seit der zweiten Hälfte des 19. Jahrhunderts in größerem Umfang baulich entwickelt.
Die Höchster Innenstadt und das Westend wurden seit der Gründerzeit erschlossen. Das Gebiet liegt westlich und nördlich der Altstadt zwischen Unterliederbach und dem Höchster Unterfeld. Es wird nördlich durch die Bahntrasse mit dem Höchster Bahnhof begrenzt. Die Bebauung des Westends ist durch Wohnhäuser der Gründerzeit und des Jugendstils geprägt.
Das Unterfeld erstreckt sich im Westen des Stadtteils in Richtung Sindlingen. Auf dem ursprünglich landwirtschaftlich genutzten Areal entstand seit den 1860er Jahren das Werksgelände der Hoechst AG, heute der Industriepark Höchst, der rund die Hälfte der Höchster Gemarkung einnimmt.
Im Oberfeld entstand 1908 der Höchster Stadtpark. Die bauliche Erschließung des zwischen der Königsteiner Straße im Osten und der Trasse der Taunus-Eisenbahn im Süden liegenden Areals erfolgte seit den 1920er Jahren. Hier entstand das Höchster Krankenhaus; die französischen Besatzungstruppen errichteten Kasernen und Wohnhäuser. Die Kaserne wurde nach dem Zweiten Weltkrieg von den amerikanischen Besatzungstruppen übernommen und nach deren Abzug 1992 in Wohnraum umgewandelt.

## Geschichte

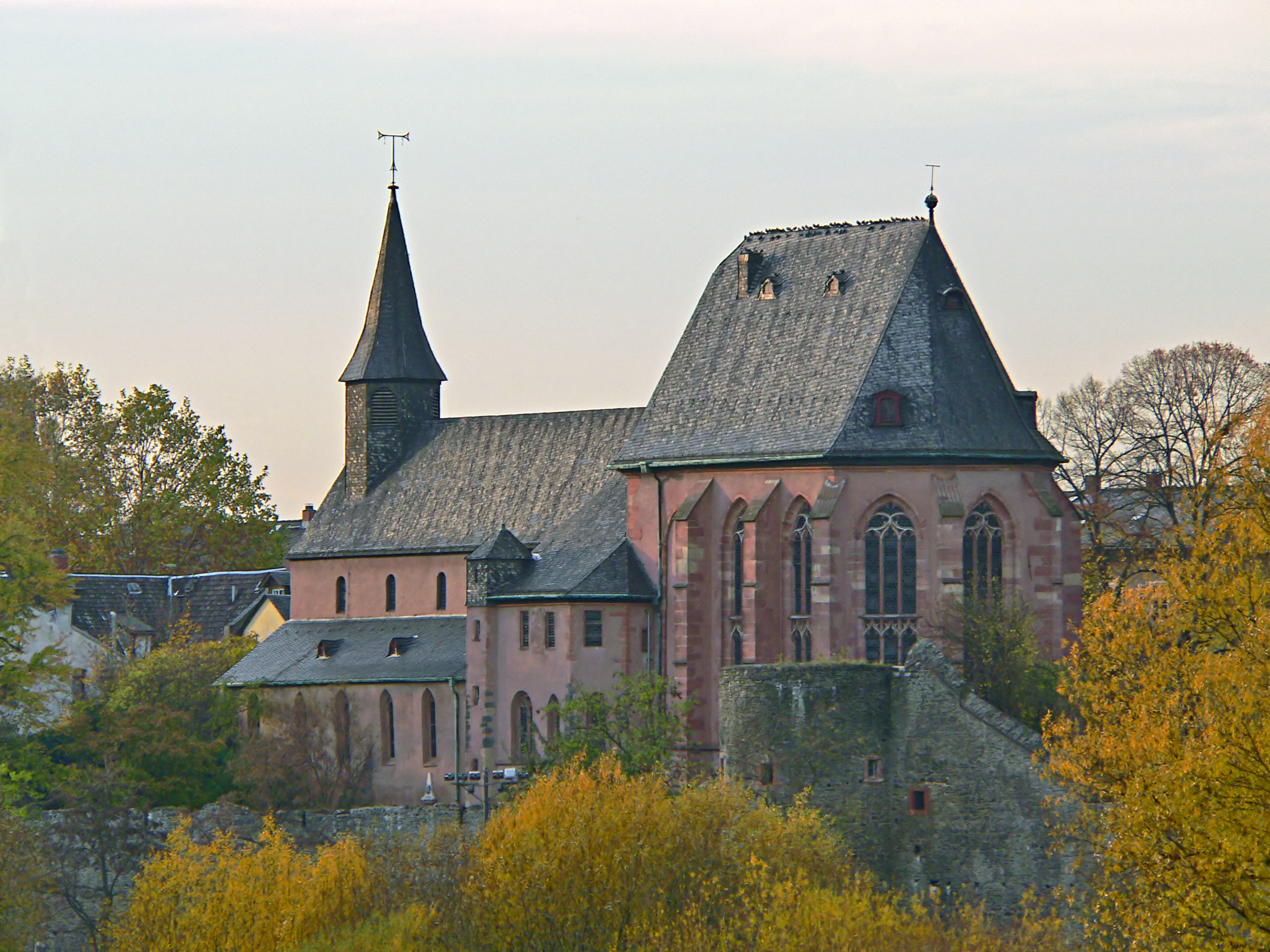
Justinuskirche, Keimzelle der Stadt Höchst

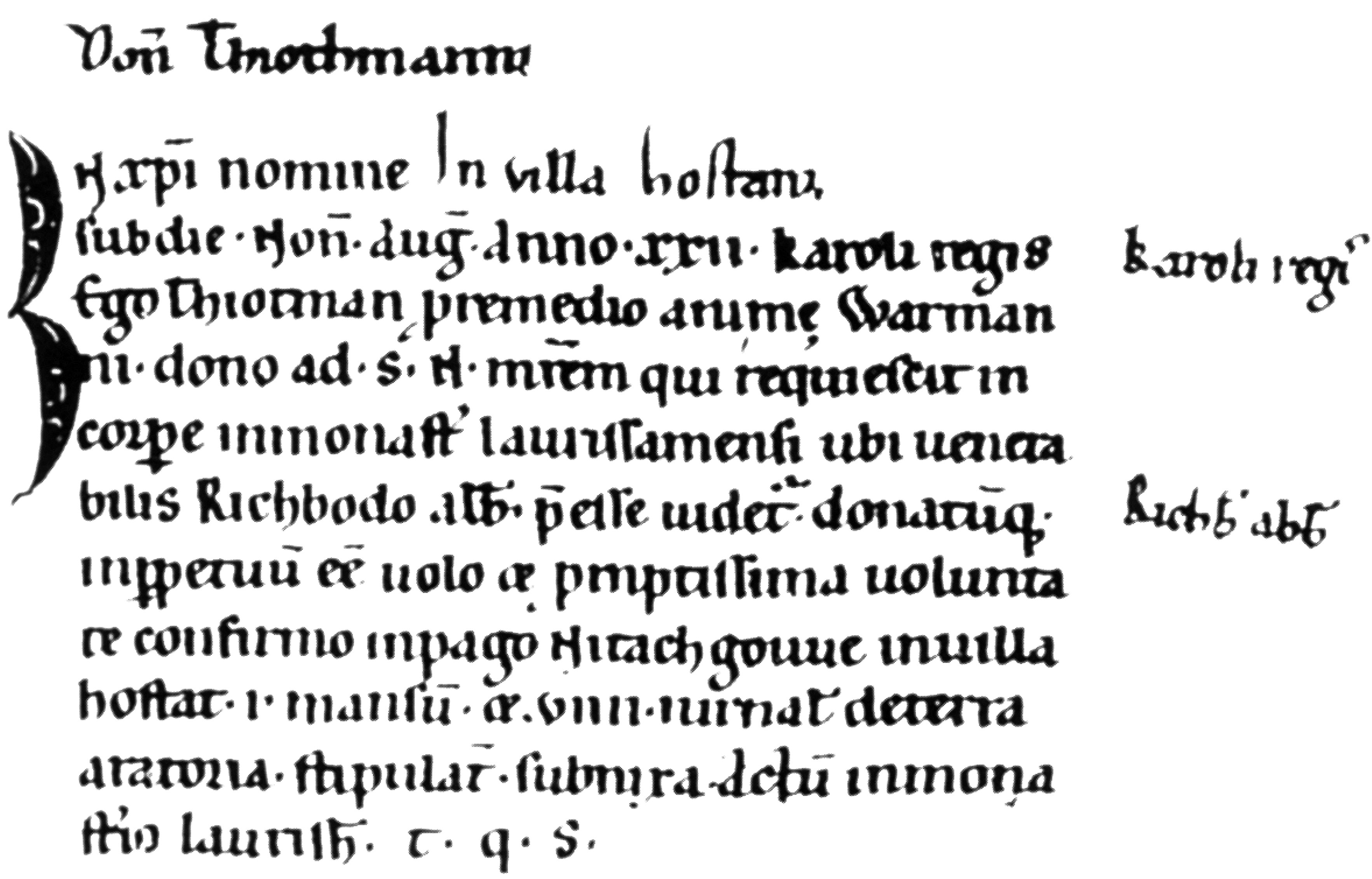
Thiotmann-Urkunde mit der Ersterwähnung Höchsts

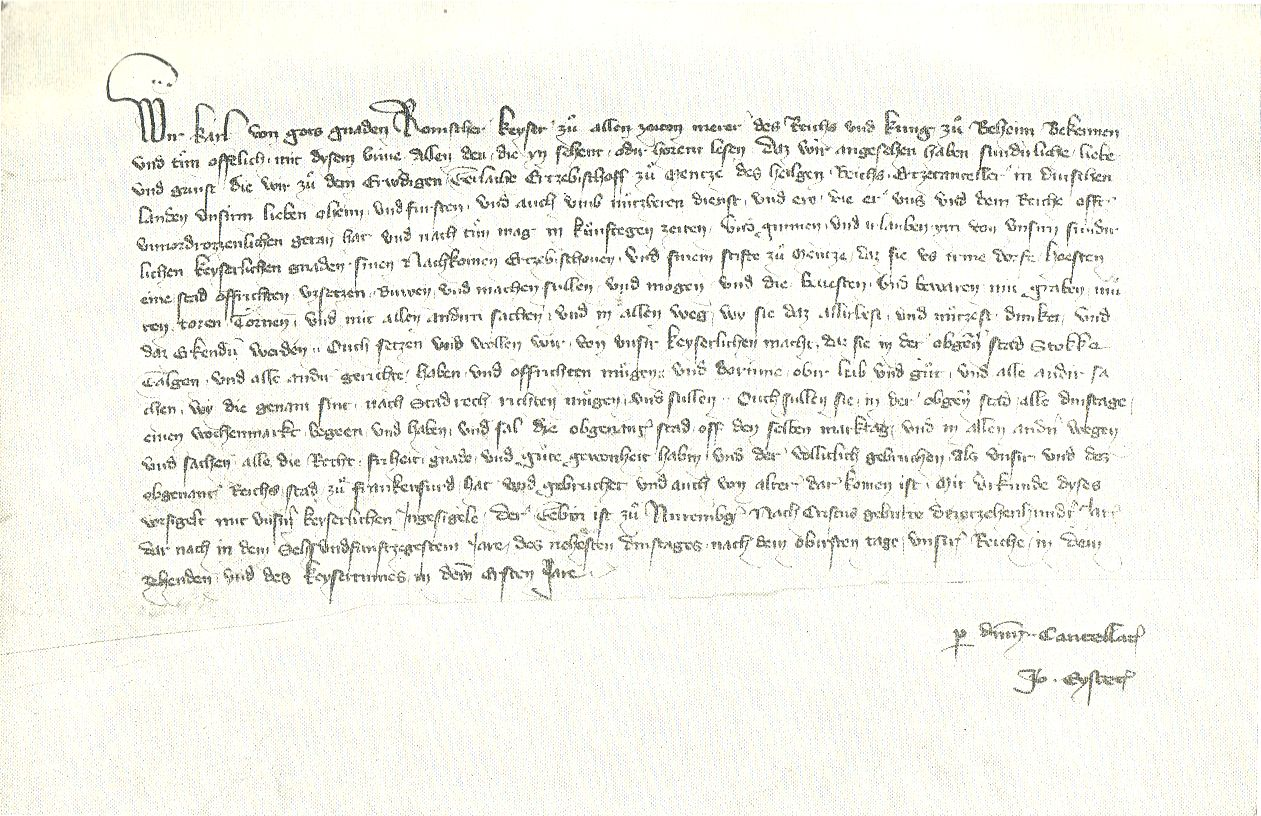
Stadtrechtsurkunde vom 12. Januar 1356 (vollständiger Urkundstext auf der Bildbeschreibungsseite)

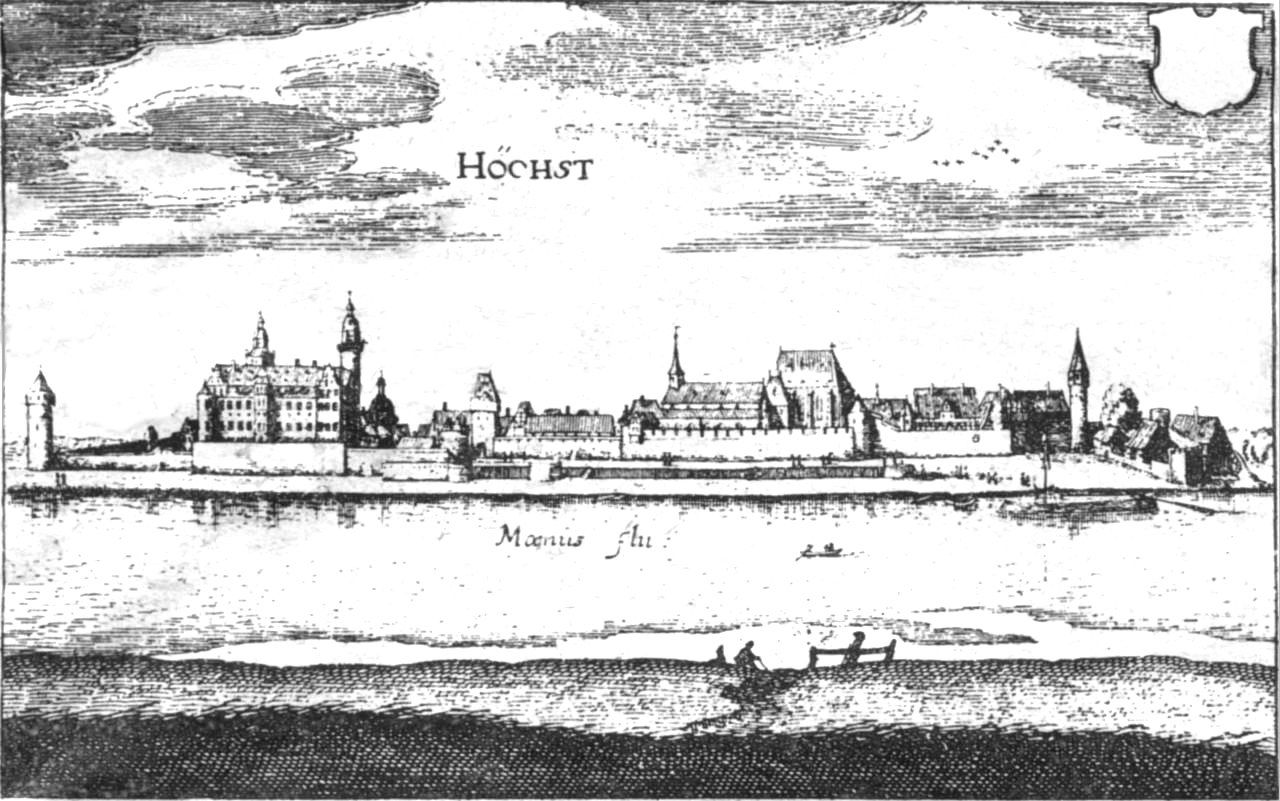
Höchst, frühes 17. Jahrhundert, mit Ochsenturm, Schloß, Maintor, Stadtbefestigung und Justinuskirche

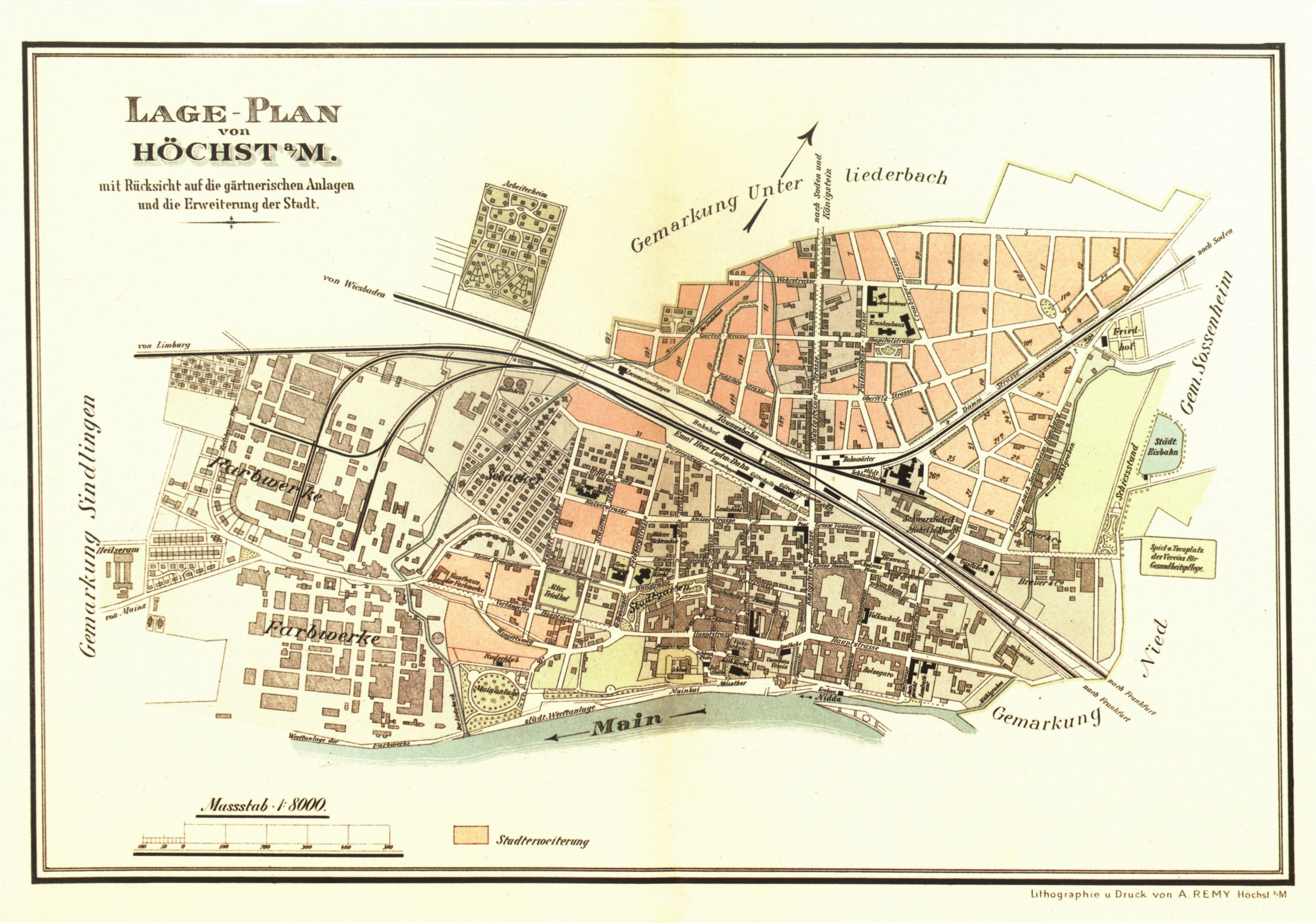
Stadtplan von Höchst aus dem Jahr 1898

Höchst entstand an der Kreuzung frühgeschichtlicher Verkehrswege. Unmittelbar unterhalb der Mündung der Nidda in den Main, zweier damals schiffbarer Flüsse, schiebt sich eine Hangkante fast bis ans Flussufer heran. Das Plateau ist hochwassersicher und war gut zu verteidigen. Am Fuße des Hangs führte eine Furt durch den Main, oben verlief eine vorrömische Altstraße, die Antsanvia oder Hohe Straße, eine Vorläuferin der späteren Elisabethenstraße, zum Taunus führte der Linien- oder Lindenweg, von dem die Weinstraße in die Wetterau abzweigte.
Eine Besiedelung des Hochplateaus über dem Main lässt sich seit der Jungsteinzeit nachweisen. Zur Römerzeit entstand um die Zeitenwende ein römisches Kastell. Gegen 260 gaben die Römer die rechtsrheinischen Gebiete in dieser Region auf, die Siedlung fiel wüst. Es gibt keine Hinweise auf eine kontinuierliche Besiedlung nach dem römischen Abzug.
Hinweise auf eine Besiedlung der Hochfläche über der Niddamündung gibt es erst wieder aus dem 8. Jahrhundert. 790 wurde zum ersten Mal das fränkische Dorf Hostat (hohe Stätte) im Lorscher Codex urkundlich erwähnt. Um 830, wenige Jahrzehnte nach der Ersterwähnung, wurde die weitgehend erhaltene Justinuskirche errichtet, eine der ältesten Kirchen in Deutschland. Das Dorf entwickelte sich in der Folge westlich der Justinuskirche beiderseits der alten Hauptstraße. Über 1000 Jahre gehörte Höchst zu Kurmainz, dem Territorium des Erzbischofs von Mainz. Das Mainzer Rad im Wappen des Stadtteils erinnert daran.
Zur Erhebung von Zöllen am Main errichtete die Mainzer Herrschaft in Höchst eine Zollburg. Um die Burg herum begann sich das Dorf langsam zu entwickeln. 1355 verlieh Kaiser Karl IV. dem Dorf Hoisten (Höchst) die Stadtrechte. In einer weiteren Urkunde bekräftigte Karl IV. 1356 die Stadterhebung und verlieh der jungen Stadt das Marktrecht. Grund für die Stadterhebung waren der Machtkampf zwischen Mainz und Frankfurt und die Erhebung des Höchster Mainzolls. Die in Höchst erhobenen Zölle waren für den finanzschwachen mainzischen Staat eine wichtige Einnahmequelle. Da die Handelsstadt Frankfurt durch den Mainzoll ihre wichtigste Lebensader bedroht sah, zerstörten die Frankfurter 1396 Stadt und Burg Höchst, die aber bald danach wiederaufgebaut wurden. Im 15. Jahrhundert wurde die Stadt zweimal erweitert.
Beim Großen Stadtbrand 1586 wurde die Hälfte der Stadt zerstört. Im Dreißigjährigen Krieg wurde auch Höchst in Mitleidenschaft gezogen. In der Schlacht bei Höchst am 20. Juni 1622 schlugen die Kaiserlichen Truppen unter der Leitung von Johann T’Serclaes von Tilly die Braunschweiger. 1631 besetzten die Schweden unter Gustav II. Adolf die Stadt; 1635 folgte die Besetzung durch Bernhard von Weimar, wobei das gotische Schloss zerstört wurde.
Im 18. Jahrhundert blühte in Höchst am Main der Handel. 1746 erfolgte die Gründung der Höchster Porzellanmanufaktur, die bis 1796 in Betrieb war. Die italienische Handelsfamilie Bolongaro richtete 1771 ein Handelskontor ein und ließ den Bolongaropalast erbauen. 1768 wurde auf Dekret von Kurfürst Emmerich Josef östlich der Altstadt die Höchster Neustadt gegründet.
1803 wurde Höchst im Rahmen des Reichsdeputationshauptschlusses Teil des Herzogtums Nassau. 1839 erhielt Höchst Anschluss an eine der ersten deutschen Eisenbahnen, die Taunusbahn. 1863 wurde das Unternehmen Theerfarbenfabrik Meister, Lucius & Co. in Höchst gegründet, es wuchs unter dem Namen Farbwerke Höchst und später als Hoechst AG zu einem der größten Chemie-Konzerne Deutschlands heran. Infolge des Deutschen Krieges kam Höchst 1866 mit dem bisherigen Herzogtum Nassau zu Preußen. 1885 wurde die Stadt Kreisstadt des neu gegründeten Landkreises Höchst der preußischen Provinz Hessen-Nassau. Am 1. April 1917 wurden die Gemeinden Unterliederbach, Sindlingen und Zeilsheim in die Stadt eingemeindet.
Nach dem Ersten Weltkrieg war Höchst von Ende 1918 bis Juni 1930 im Zuge der Alliierten Rheinlandbesetzung von französischen Truppen besetzt und gehörte zum rechtsrheinischen Besatzungsgebiet des Mainzer Brückenkopfs. Eine Verschärfung der Lebens- und Arbeitsbedingungen unter den Bedingungen der Besatzung trat 1923 nach der Ruhrbesetzung ein und führte zur Verhaftung und Ausweisung zahlreicher städtischer leitender Mitarbeiter. Im Herbst 1924 begann sich die Situation zu entspannen, und die Ausgewiesenen konnten trotz der fortbestehenden Besatzung wieder zurückkehren.
Am 1. April 1928 kam die Stadt Höchst am Main als Stadtteil zu Frankfurt am Main, die neuen Höchster Stadtteile waren fortan Frankfurter Stadtteile. Hauptgrund der Eingemeindung war die Vereinigung der Hoechst AG mit anderen großen Chemieunternehmen zur I.G. Farben, die ihren Sitz in Frankfurt am Main haben sollte. Aus den Restgemeinden des Landkreises Höchst und weiteren umliegenden Gemeinden wurde der Main-Taunus-Kreis gegründet, dessen Kreisverwaltung sich bis 1987 in Höchst befand.
Im Zweiten Weltkrieg wurde die Höchster Altstadt bei den Luftangriffen auf Frankfurt am Main nur leicht beschädigt. Bei Luftangriffen im Jahr 1940 wurden vier Häuser zerstört, 13 Menschen starben dabei. 1945 wurden Höchst und Frankfurt von amerikanischen Truppen besetzt. American Forces Network (AFN) richtete sich im Höchster Schloß ein und blieb dort bis 1963.
Einige Vereinbarungen aus dem 1928 geschlossenen Eingemeindungsvertrag wurden nach Protesten der Höchster Bevölkerung erst zu Beginn der 1950er Jahre erfüllt. 1957 fand zum ersten Mal das Höchster Schloßfest  statt, ein kultureller Höhepunkt der Region. Nachdem Teile der Höchster Altstadt bereits 1959 geschützt worden waren, wurde 1972 die gesamte Altstadt unter Denkmalschutz gestellt.
Seinen Status als Kreisstadt des Main-Taunus-Kreises verlor Höchst im Jahr 1980 durch einen Beschluss des Hessischen Landtags; die Kreisverwaltung verlegte 1987 ihren Sitz in die neue Kreisstadt Hofheim am Taunus. Neben einem kontinuierlichen Bevölkerungsrückgang setzte auch eine wirtschaftliche Abwärtsentwicklung in Höchst ein. Der Stadtteil hat den Ruf eines Industriebezirks mit schlechter Wohnqualität und einer problematischen Bevölkerungsstruktur. Um dem entgegenzuwirken, wurden seitens der Stadt Frankfurt seit Beginn der 1990er Jahre erst einzelne Förderungsmaßnahmen ergriffen und mit dem Jahr 2006 ein Rahmenplan zur Förderung und Stadtentwicklung Höchsts beschlossen.

## Bevölkerung

### Zahlenmäßige Entwicklung

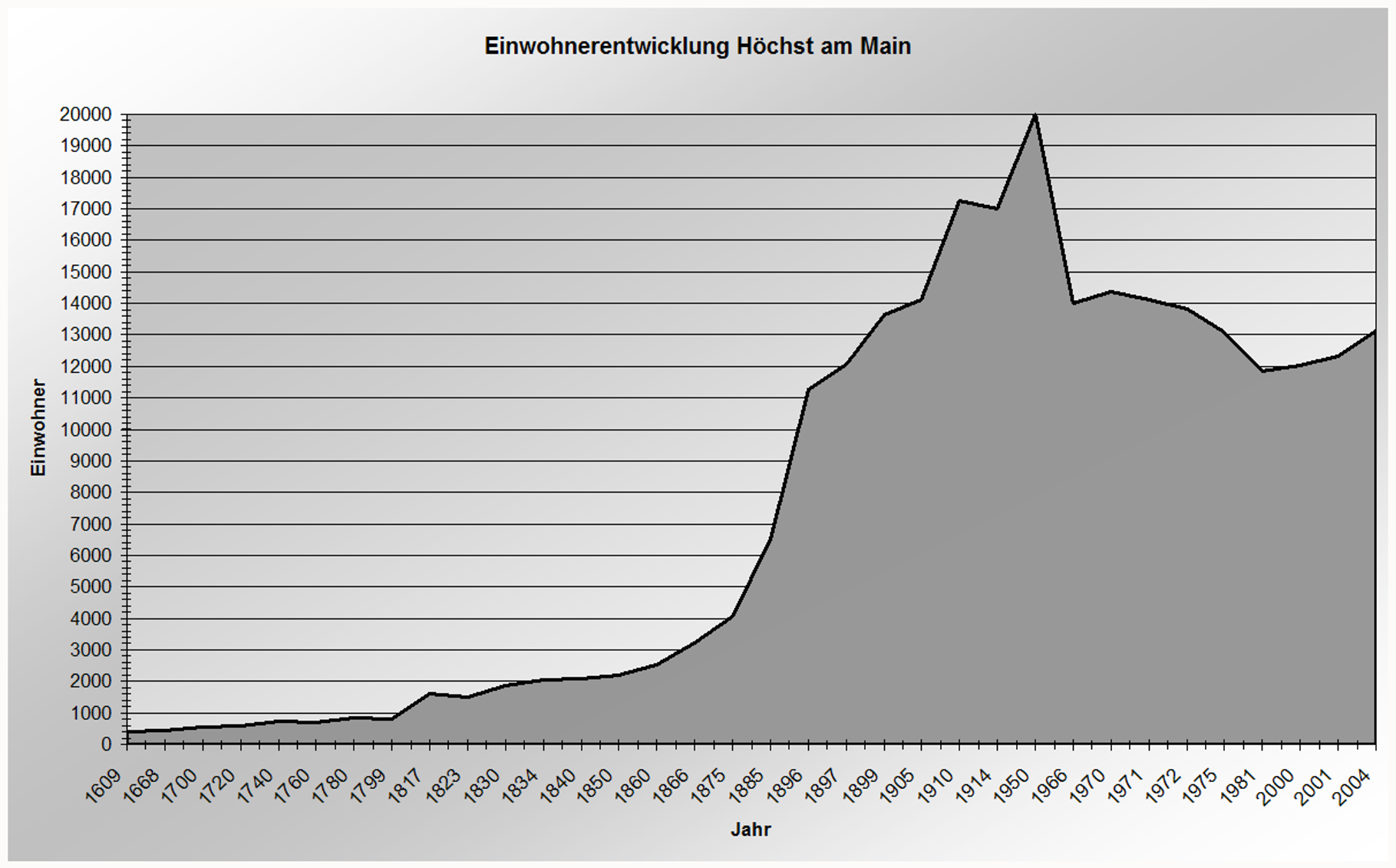
Bevölkerungsentwicklung von Höchst
Die Jahresangaben sind nichtlinear und entsprechen den Jahren mit Bevölkerungszahlen in der Literatur.

Seit Ende des 17. Jahrhunderts sind regelmäßige Bevölkerungszahlen aus Höchst bekannt. Der Dreißigjährige Krieg hatte die Stadt zwar arg in Mitleidenschaft gezogen, aber bei der Bevölkerung nur geringe Verluste verursacht. So hatte Höchst im Jahr 1609 408 Einwohner und im Jahr 1668 waren es 450. Nachdem der Dreißigjährige Krieg einen wirtschaftlichen Niedergang auch für Höchst mit sich gebracht hatte, stieg durch die wirtschaftliche Blüte von Handel und Handwerk im 18. Jahrhundert die Einwohnerzahl langsam von 537 im Jahr 1700 auf 816 99 Jahre später an.
Erst nach dem Ende der Napoleonischen Kriege setzte eine stärkere wirtschaftliche Aufwärtsentwicklung ein, so dass in der Nassauischen Zeit zwischen 1818 und 1866 die Bevölkerung von 1.617 auf 3.200 Einwohner anwuchs. Durch die Gründung und den wirtschaftlichen Aufstieg der späteren Farbwerke Höchst stieg die Einwohnerzahl sprunghaft von 6.517 im Jahr 1885 auf über 14.000 im Jahr 1905.
1914 zählte die Kernstadt Höchst gut 17.000 Einwohner. Durch Eingemeindung Unterliederbachs, Sindlingens und Zeilsheims nach Höchst stieg die Zahl der Einwohner der neuen Stadt Groß-Höchst schlagartig auf 32.000.

1950 verzeichnete Höchst, bedingt durch den Zuzug von Kriegsflüchtlingen, 20.000 Einwohner. Die Zahl sank in den kommenden Jahren langsam bis auf gut 11.800 im Jahr 1981. Das Frankfurter Statistische Jahrbuch meldet für das Jahr 2000 12.000 Einwohner, bis zum 31. Dezember 2004 stieg die Zahl leicht auf gut 13.100. Zum Jahresende 2006 lebten in Höchst 13.500 Menschen, zwei Jahre später waren es 13.800 Einwohner.

### Bevölkerungsstruktur
Zum Jahresende 2005 weist das Frankfurter Statistische Jahrbuch für Höchst 13.093 Einwohner aus, davon hatten 12.881 ihren Hauptwohnsitz dort. In Höchst lebten 6.494 Frauen und 6.599 Männer. Gut 3.900 Einwohner Höchsts waren unter 25 Jahre alt, in der Altersgruppe von 25 bis 55 Jahren gab es circa 6.400 Einwohner, und etwas mehr als 2.300 Höchster waren über 55 Jahre alt.
Mit 7.985 Einwohnern stellten deutsche Staatsangehörige die größte Bevölkerungsgruppe, 5.103 Einwohner waren Ausländer. Damit betrug der Anteil ausländischer Bürger an der Höchster Bevölkerung 39 Prozent. Davon stellten die Türken mit 1.015 Einwohnern die größte Gruppe, gefolgt von 519 Italienern und 480 Serben. Die weiteren Nationalitäten, unter anderem Bosnier, Griechen, Spanier und Polen, waren mit ungefähr 200 bis 300 Einwohnern je Bevölkerungsgruppe vertreten.

## Religion

### Überblick

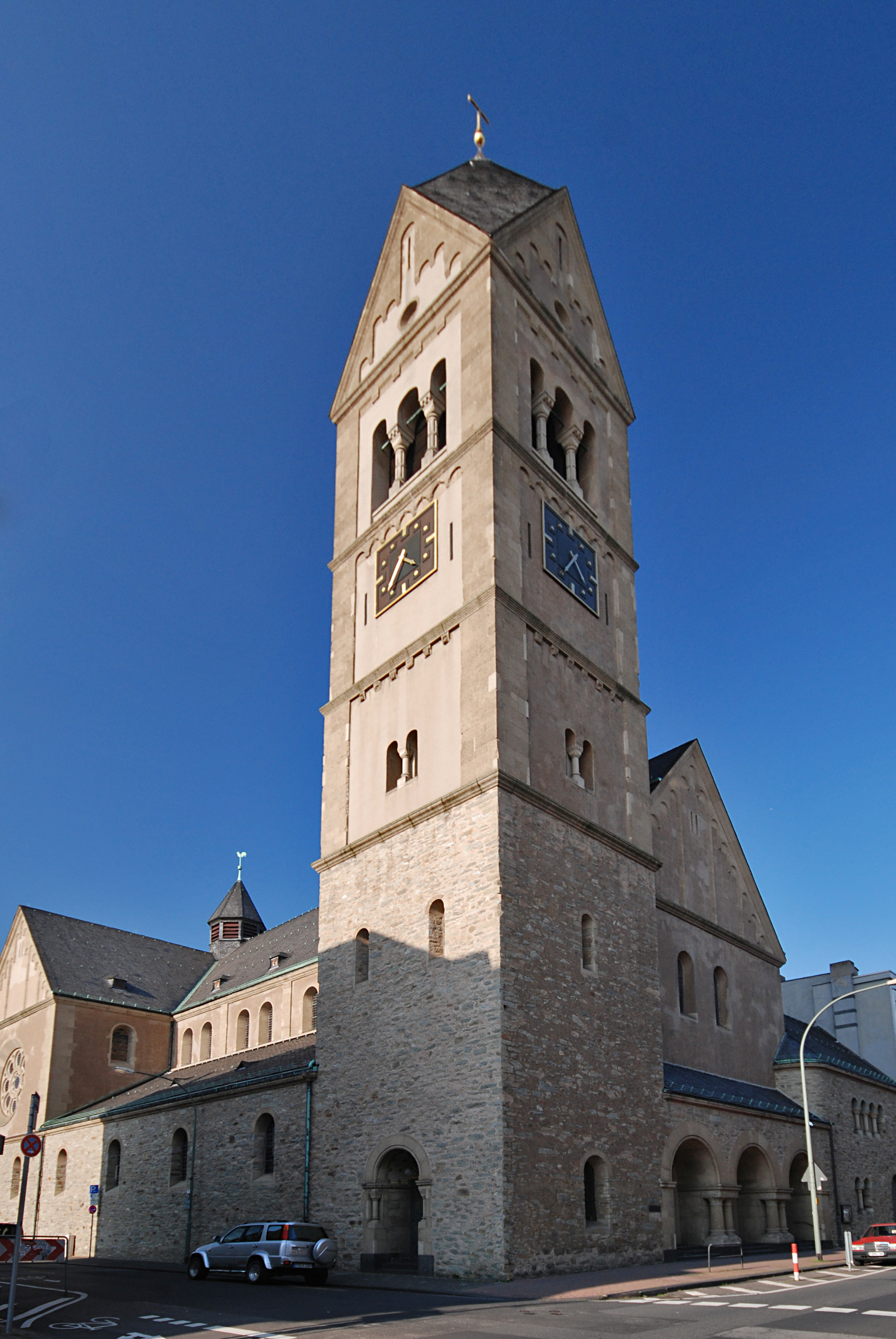
St. Josefskirche in der Hostatostraße

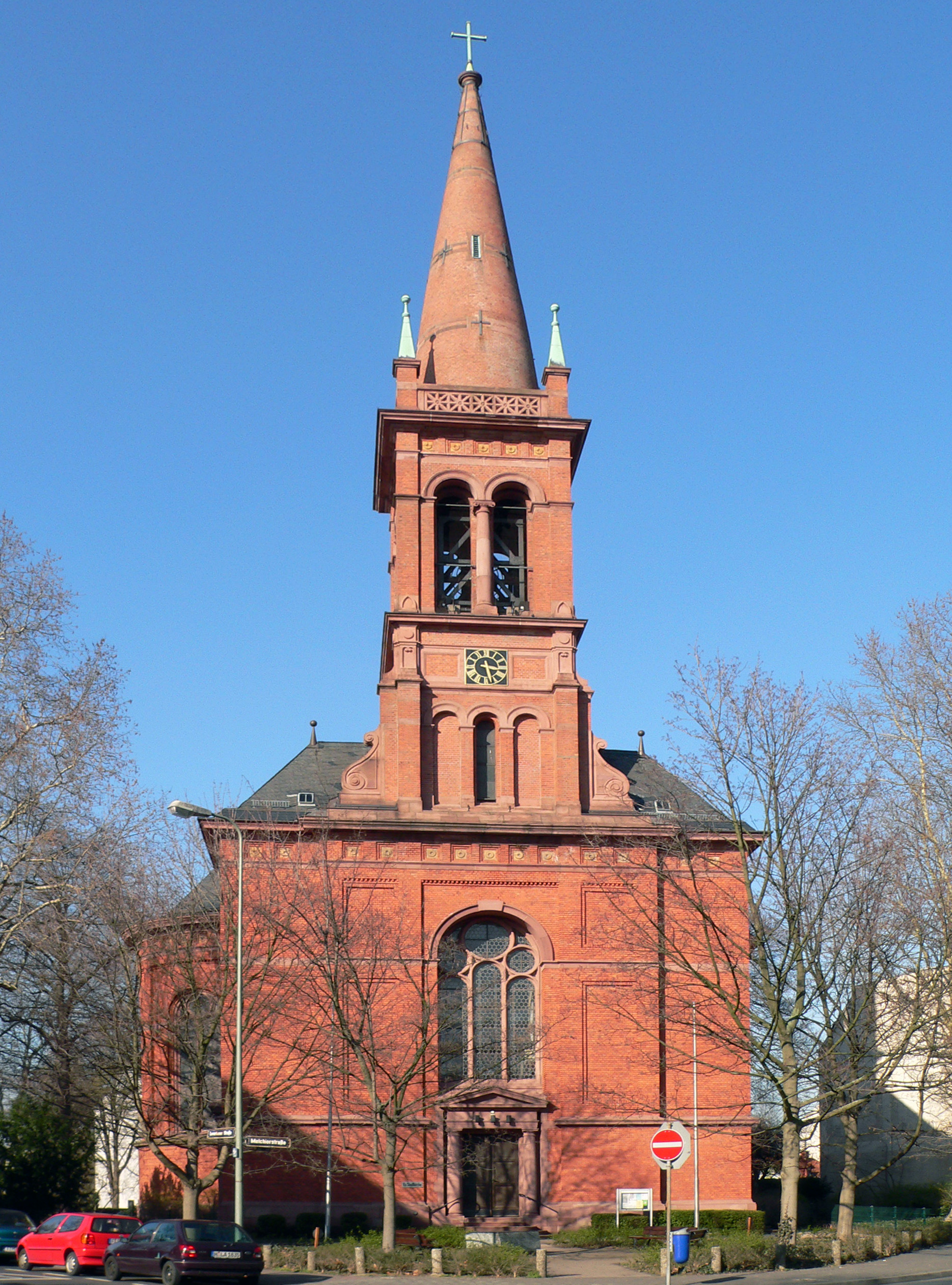
Evangelische Stadtkirche in der Leverkuser Straße

Es liegen keine genauen Zahlen über die Zugehörigen der einzelnen Religionsgruppen in den Stadtteilen vor, da die Stadt Frankfurt in den öffentlich zugänglichen Statistischen Jahrbüchern nur eine Frankfurter Gesamtstatistik auflistet. Ungefähre Zahlen für Höchst lassen sich aus der Höchster Geschichte, der vorhandenen Literatur und aus der Bevölkerungsstruktur schließen sowie den Frankfurter Kirchlichen Jahrbüchern entnehmen.
Die beiden größten Religionsgruppen in Höchst sind Christen und Muslime verschiedener Konfessionen. Hinzu kommt das thai-buddhistische Kloster Wat Bodhi-Dhamm am Rand der Höchster Altstadt, das 2003 eröffnet wurde. Sonstige Religionen sind nicht oder mit keiner nennenswerten Gruppierung vertreten.

### Christentum
Höchst ist als ehemals mainzisches Territorium traditionell und mehrheitlich katholisch. Die Reformation wirkte sich in Höchst nicht aus. Die Pfarrkirche war bis zum Ende des 19. Jahrhunderts die Justinuskirche. 1908 wurde St. Josef geweiht, die seitdem die Höchster Pfarrkirche ist. Die Pfarre zählt heute 3428 Gemeindeglieder. Zur katholischen deutschen Bevölkerung kommen italienische und polnische Katholiken. Die italienischen Katholiken haben in Frankfurt eine eigene Gemeinde Comunità Cattolica Italiana, die auch ein Gemeindezentrum in Nied betreibt.
Erst mit der beginnenden Industrialisierung seit der Mitte des 19. Jahrhunderts kam es zu einem nennenswerten Zuzug evangelischer Christen. Zum Ende des 19. Jahrhunderts wurde eine evangelisch-reformierte Gemeinde gegründet und die evangelische Stadtkirche Höchst 1882 eingeweiht. Die Höchster evangelische Gemeinde ist Teil der Evangelischen Kirche in Hessen und Nassau. Mit 2129 Gemeindegliedern gehört sie zu den mittelgroßen Gemeinden in Frankfurt. Von 1965 bis 1999 bildete der Nordbezirk unter dem Namen Christophorusgemeinde eine eigene Gemeinde.
Zu den evangelischen Freikirchen in Höchst zählen die Baptistengemeinde mit 170 Gemeindegliedern und die evangelisch-methodistische Rufergemeinde mit 110 Mitgliedern.

### Islam
Seit den 1960er Jahren zogen viele Arbeitnehmer aus islamischen Ländern nach Höchst. Die allermeisten Muslime sind Türken. Im Stadtteil gibt es vier Moscheen, Träger einer der Moscheen ist die Türkisch-Islamische Union der Anstalt für Religion. Außerdem gibt es eine türkischsprachige alevitische Gemeinde. Der Gesamtanteil der Muslime an der Höchster Bevölkerung lag nach einer Schätzung der Stadt Frankfurt für das Jahr 2006 mit ungefähr 2.400 Personen bei 18,3 Prozent.

### Jüdische Gemeinde

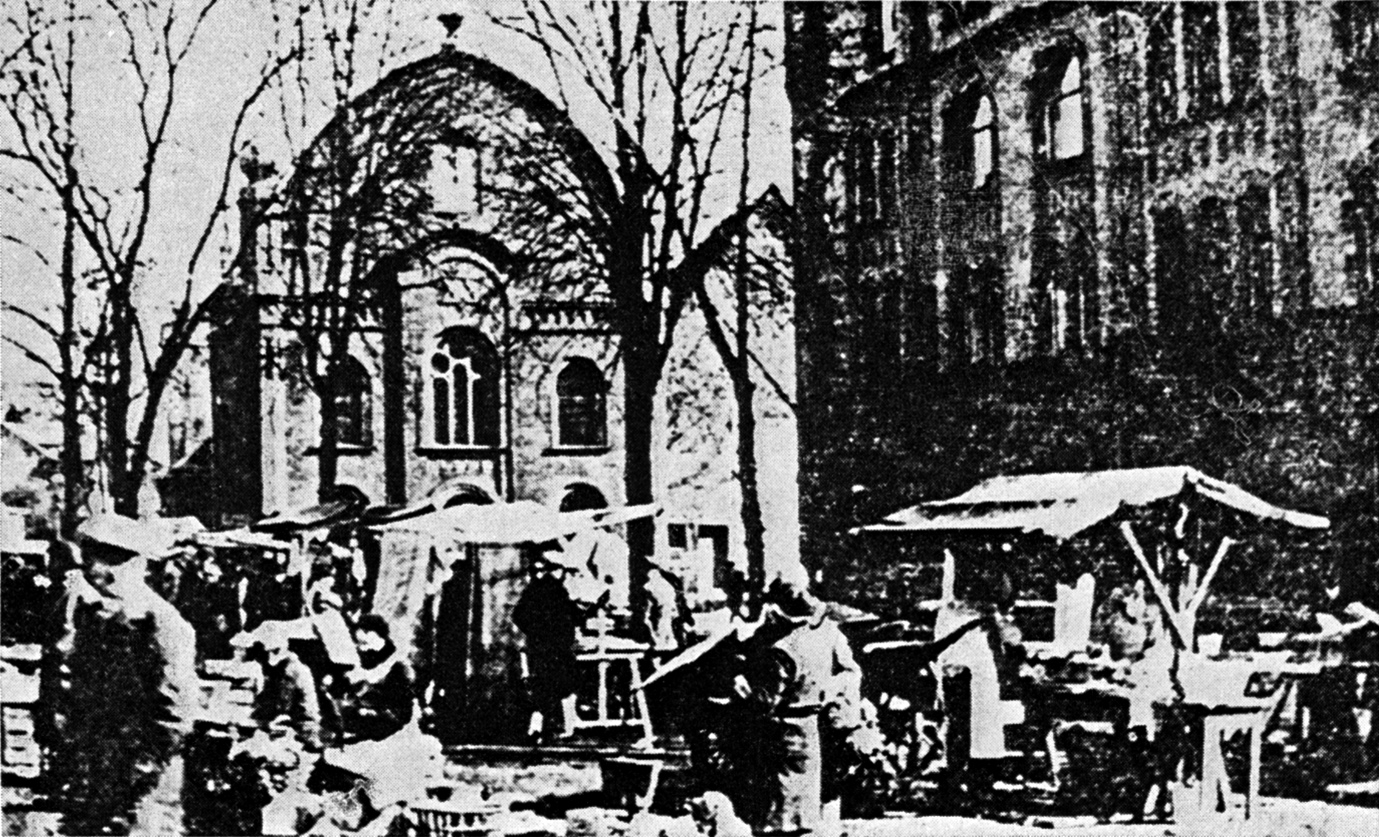
Die 1905 eingeweihte Synagoge
Aufnahme vom November 1923

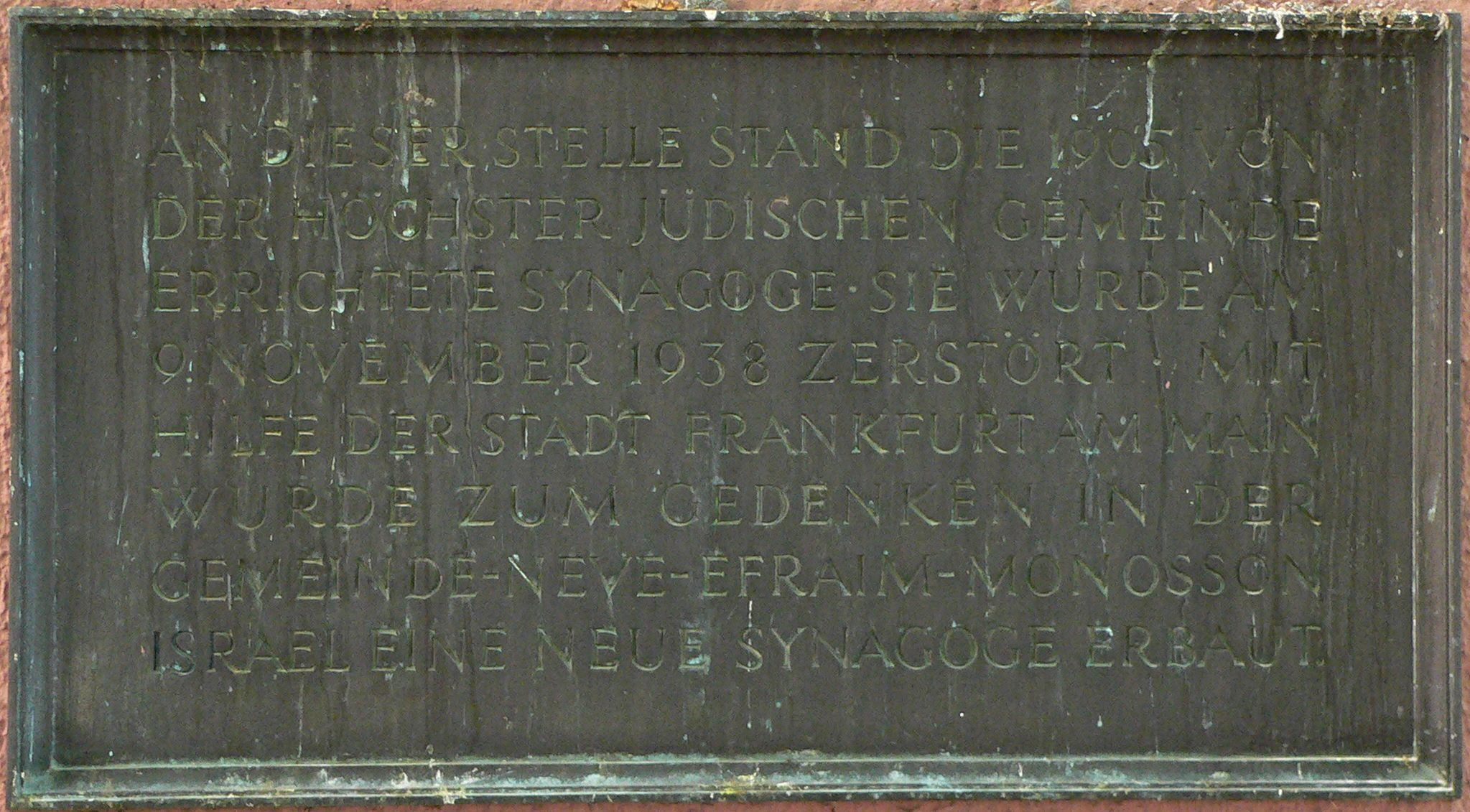
Gedenktafel für die Synagoge am Höchster Markt

Lange Zeit gab es in Höchst eine kleine jüdische Gemeinde. Die ersten jüdischen Familien wurden zur Mitte des 17. Jahrhunderts in Steuerlisten erwähnt. Eine erste Synagoge befand sich in der Badstubengasse in unmittelbarer Nähe der Justinuskirche. Die Gemeinde errichtete 1905 auf der Ostseite des Höchster Bürgerparks, seit 1923 der Höchster Markt, eine Synagoge.
Während der Novemberpogrome 1938 wurde die Höchster jüdische Gemeinde zerstört, die Synagoge niedergebrannt und durch einen Luftschutzbunker ersetzt. Die jüdische Bevölkerung Höchsts, für 1925 wird eine Zahl von 184 genannt, konnte entweder ins Ausland fliehen, oder sie wurde in Konzentrationslager deportiert und dort ermordet. An die Synagoge erinnert eine Gedenktafel auf dem Ettinghausen-Platz. Dieser wurde 2010 nach der Familie Ettinghausen benannt, einer der ältesten jüdischen Familien in Höchst, die im Wirtschafts- und Vereinsleben sowie in der Kommunalpolitik aktiv war. Zum Gedenken an die deportierten und ermordeten Höchster Juden und andere Verfolgte des Nationalsozialismus wurden mehrere Stolpersteine im Stadtteil gesetzt.
Die Höchster jüdische Gemeinde wurde nach 1945 nicht wieder aufgebaut; alle jüdischen Einwohner Höchsts gehören heute der Jüdischen Gemeinde Frankfurt am Main an.

## Politik

### Höchster Bürgermeister bis 1928
Bürgermeister in Höchst gab es seit der frühen Neuzeit. Nach den Chroniken waren im jährlichen Wechsel zwei Bürgermeister gleichzeitig im Amt. Zwischen 1866, als Höchst preußisch wurde, und 1887 hatte Höchst ehrenamtliche Bürgermeister. Im Jahr 1888 war Eugen Gebeschus der erste hauptamtliche Bürgermeister der Stadt. Bruno Müller, der letzte Höchster Bürgermeister, wurde nach der Eingemeindung nach Frankfurt 1928 Stadtrat. In den Jahren nach dem Ersten Weltkrieg gab es während der französischen Besatzung zeitweilig keinen Bürgermeister in Höchst. Ernst Janke war 1919 von der französischen Militärverwaltung ausgewiesen worden, die Leitung der Stadtverwaltung wurde abwechselnd von Beigeordneten wahrgenommen, bis 1922 Bruno Asch das Amt übernahm.
Liste der Höchster Bürgermeister seit 1860:
- Andreas Adelon, Bürgermeister von 1860 bis 1869, auf seine Initiative ist die Gründung des Chemiewerks Meister, Lucius und Brüning zurückzuführen
- Wilhelm Lina, Bürgermeister von 1869 bis 1873
- Konrad Glatt, Bürgermeister von 1874 bis 1882
- Peter Anton Bied († 1889), letzter ehrenamtlicher Bürgermeister von 1882 bis 1887
- Eugen Gebeschus (1855–1936), erster hauptamtlicher Bürgermeister von 1888 bis 1893, anschließend Oberbürgermeister der Stadt Hanau
- Wilhelm Karraß, Bürgermeister von 1893 bis 1899
- Viktor Palleske (1860–1935), Bürgermeister von 1899 bis 1911, auf seine Initiative wurde der 1908 eingeweihte Höchster Stadtpark angelegt
- Ernst Janke (wechselnd auch als August Wilhelm Albert Janke bezeichnet, 1873–1943), Bürgermeister von 1911 bis 1923, 1917 von Wilhelm II. zum Oberbürgermeister ernannt, während seiner Amtszeit erfolgte die Gründung Groß-Höchsts durch Eingemeindung der umliegenden Orte
- Bruno Asch (1890–1940), seit 1920 Wirtschaftsdezernent in Höchst, Bürgermeister von 1923 bis 1925
- Bruno Müller (* 1889), Bürgermeister von 1926 bis 1928

### Stadtteilpolitik ab 1928

Bezirk Frankfurt-West; Höchst rot hervorgehoben

Dem § 5 des Eingemeindungsvertrags entsprechend wurde Höchst ab 1928 ein eigener Kommunal-Wahlkreis und Verwaltungsbezirk innerhalb Frankfurts. Der Bezirk hatte eine eigene Bezirksvertretung als kommunale Bürgervertretung. Insgesamt sah der Vertrag eine für einen Stadtteil sehr große Eigenständigkeit vor. Mit der Machtergreifung der Nationalsozialisten wurde Höchst zu einem abhängigen Verwaltungsbezirk Frankfurts, da eine so weitgehende kommunale Eigenständigkeit nicht zum zentralistischen Führerprinzip der neuen Machthaber passte. Die Bezirksvertretung existierte nur noch formal und wurde 1945 aufgelöst.
Mit dem Wiederaufbau kommunaler Selbstverwaltung nach 1945 wurde auch die Verwaltungsstruktur in Frankfurt neu geregelt. Die politische Struktur der Bezirke war durch die Hessische Gemeindeordnung aus dem Jahr 1952 vorgegeben. Frankfurt fasste die westlichen Stadtteile zum Bezirk Frankfurt-West zusammen, das zuständige Gremium ist der Ortsbeirat (OBR) 6. Der regelmäßige Sitzungsort des OBR 6 ist der Kapellensaal im Bolongaropalast. Der Palast war seit 1909 Rathaus der Stadt Höchst, hier befindet sich auch der Sitz der Frankfurter Bezirksverwaltung für die westlichen Stadtteile.
Um der aus dem Eingemeindungsvertrag herrührenden Sonderstellung der westlichen Stadtteile zu entsprechen, richtete die Stadt Frankfurt ein eigenes Dezernat für die Belange der westlichen Stadtteile ein. Dessen Leitung hat seit 1966 der Oberbürgermeister beziehungsweise die Oberbürgermeisterin Frankfurts inne. Das Dezernatsbüro befindet sich im Bolongaropalast, hier werden auch regelmäßige Bürgerfragestunden veranstaltet.

### Wappen

Höchster Wappen

Blasonierung: Das Höchster Wappen zeigt ein silbernes Rad mit sechs regelmäßig angeordneten, verschnörkelten Speichen auf rotem Grund. Sowohl auf dem Radkranz als auch der Nabe sitzt am Ende jeder Speiche je ein Nagel. Auf früheren Abbildungen des Wappens sind die Nägel nicht enthalten.
Höchst war zwischen 790 und 1802 gut 1000 Jahre Teil des Herrschaftsgebiets des Erzbistums Mainz. Wie bei vielen Orten, die zu Kurmainz gehörten, leitet sich auch das Höchster Wappen vom Mainzer Rad ab.

## Wirtschaft und Infrastruktur

### Einzelhandel

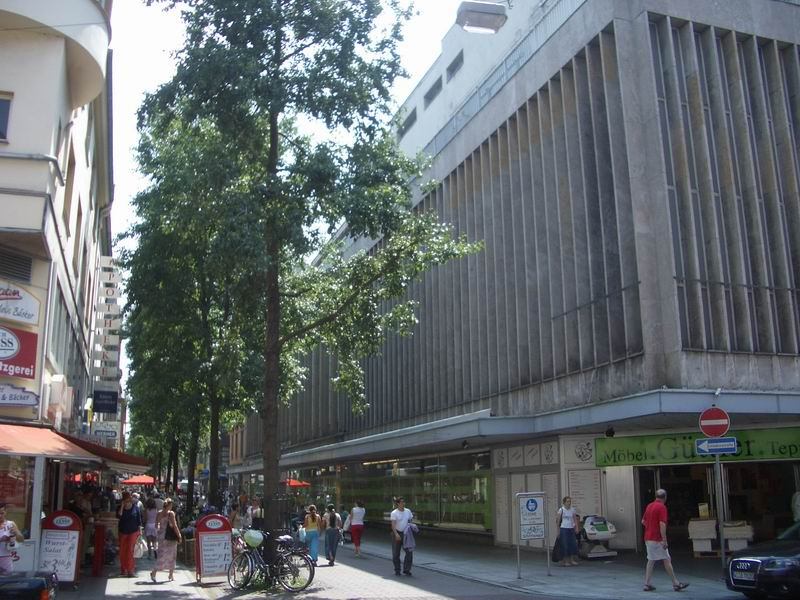
Ehemaliges Warenhaus an der Königsteiner Straße

Die Königsteiner Straße, zwischen Dalbergplatz und Bolongarostraße seit 1990 Fußgängerzone, ist ein wichtiger Einzelhandelsstandort. Weitere Einkaufsstraßen sind die Hostatostraße und die Bolongarostraße. Die Einkaufsstadt Höchst leidet allerdings sehr unter der Konkurrenz des nur drei Kilometer entfernten Main-Taunus-Zentrums (MTZ). Das in der Gemarkung der Gemeinde Sulzbach liegende MTZ ist eines der ersten und größten deutschen Einkaufszentren. Zudem ziehen weitere verkehrsgünstig gelegene Fachmarktzentren in den Umlandgemeinden Kriftel und Eschborn Kunden ab. Dem gegenüber steht ein in der Region kaum vorhandenes Angebot an handwerklichen und dienstleistungsorientierten Ladengeschäften.
Zum unübersehbaren Symbol der Krise wurde die Schließung des Warenhauses Hertie in der Königsteiner Straße Ende 2001. In ihm befanden sich in den folgenden Jahren ausschließlich Restposten-Geschäfte und Ein-Euro-Läden. Ende 2006 wurde das Gebäude des früheren Kaufhauses Schiff verkauft. Der Gebäudekomplex, dessen älteste Teile noch auf das Jahr 1928 zurückgehen, wurde bis zum Ende 2008 komplett abgerissen und dort ein neues, kleines Einkaufszentrum im Sommer 2010 eröffnet.
Zur Revitalisierung der Einkaufsstadt war seitens der 2010 aufgelösten Interessengemeinschaft Handel und Handwerk (IHH) in der Höchster Innenstadt die Einrichtung eines Business Improvement District (BID) geplant. Die IHH ließ dieses Projekt im Februar 2009 fallen. Der Stadtteil Frankfurt Höchst wurde als einer von drei deutschen Standorten für das europäische Interreg IVb Forschungsprojekt Managing District Centers in North West Europe (MANDIE) ausgewählt. Dem entgegen stehen Pläne des nahegelegenen MTZ, das Erweiterungen geplant hat. Sulzbach und Frankfurt ringen um eine Entscheidung, die vor allem für Höchst sozialverträglich ist.
Die Stadt Frankfurt beschloss im Jahr 2006 in einem Rahmenplan für Höchst, in den folgenden zehn Jahren die Stadtentwicklung Höchsts mit 20 Millionen Euro zu fördern, um Höchst wieder zu einem attraktiven Wohn- und Geschäftsstandort zu machen.
Ein über die Zeit unverändert wesentlicher Bestandteil des Höchster Einzelhandels, der auch viele Kunden aus dem Umland anzieht, ist der an drei Tagen in der Woche stattfindende Höchster Wochenmarkt. Der ursprünglich auf einen Dienstag festgelegte Markttag fand ab dem 18. Jahrhundert auch freitags statt, der Samstag kam später hinzu. Der Markt feierte 2006 sein 650-jähriges Bestehen.

### Unternehmen

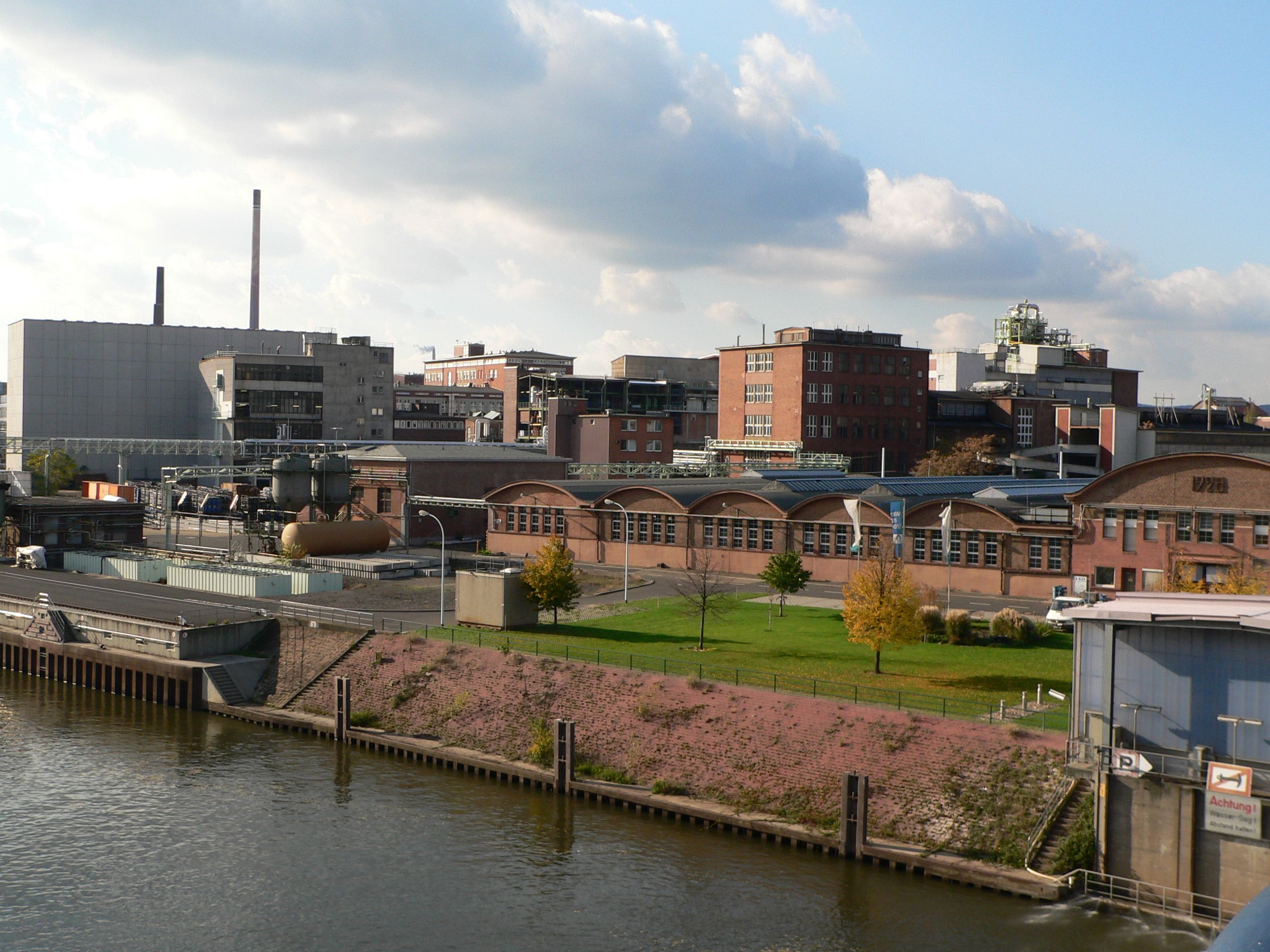
Industriepark Höchst von der Leunabrücke gesehen

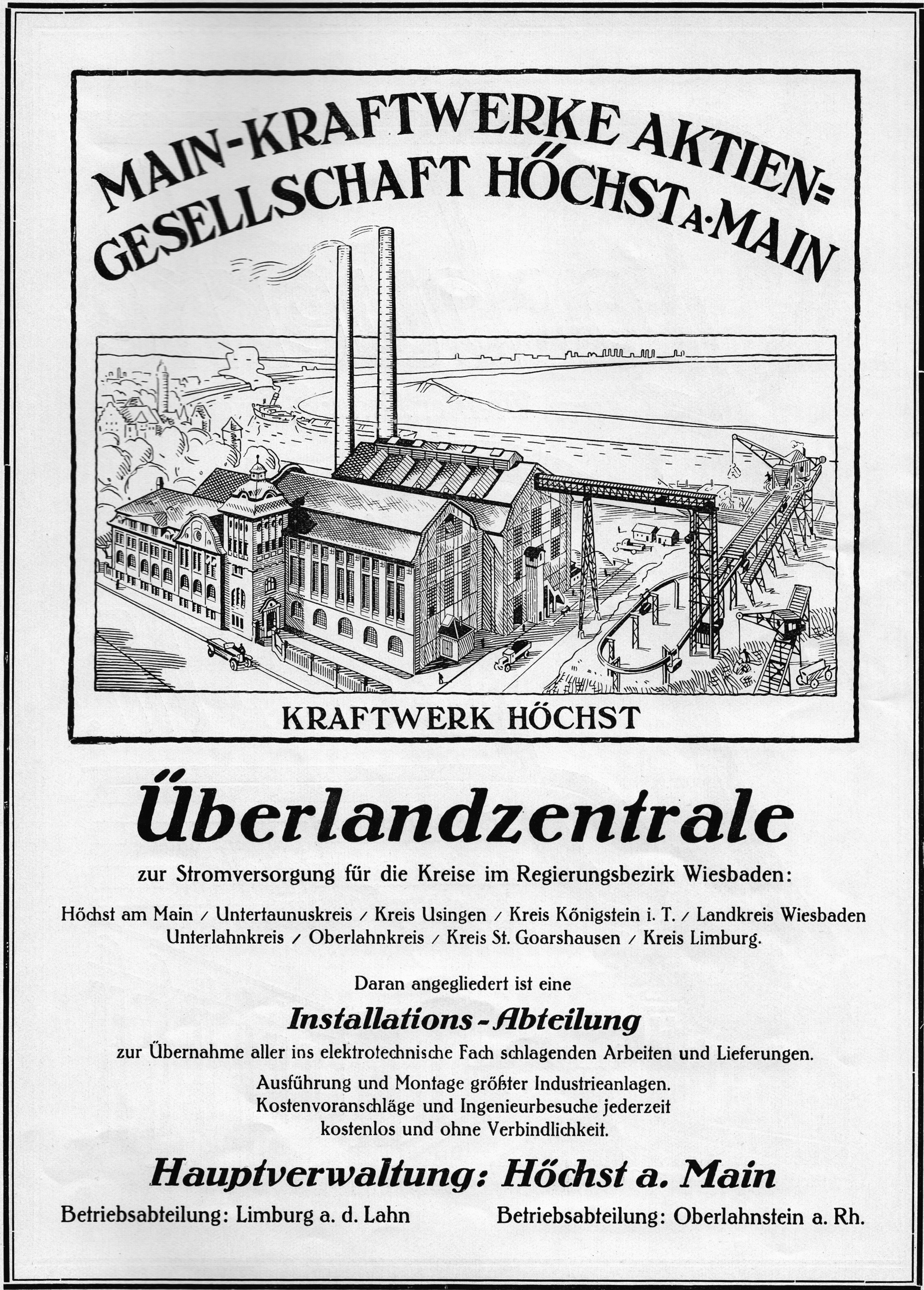
Werbeanzeige der Main-Kraftwerke aus dem Jahr 1925

Höchst war bis 1999 Sitz der Hoechst AG, die seit 2004 ein Bestandteil von Sanofi-aventis ist. Das Werksgelände wurde zum Industriepark Höchst umgewandelt, der von dem Industriedienstleister Infraserv Höchst betrieben wird. Auf dem Gelände des Industrieparks sind noch zahlreiche ehemalige Tochterunternehmen der Hoechst AG ansässig. Nach dem Frankfurter Flughafen ist der Industriepark Höchst die zweitgrößte Arbeitsstätte in Frankfurt, hier arbeiten etwa 22.000 Menschen in über 90 Unternehmen.
Das zweite große Industrieunternehmen waren die 1911 als Tochterunternehmen der Elektrizitäts-AG vormals W. Lahmeyer & Co. gegründeten Main-Kraftwerke (MKW). Sie sind heute als Süwag Energie AG eine Tochtergesellschaft der Innogy. Die Main-Kraftwerke betrieben in direkter Nachbarschaft der Altstadt ein Kohlekraftwerk am Mainufer. 2004 wurde das 1999 stillgelegte Kraftwerk nach einem Brand komplett abgerissen.
Die Höchster Porzellanmanufaktur war ein Porzellanhersteller, der in den Jahren 1748 bis 1798 produzierte und dann in Konkurs ging. Das Unternehmen wurde 1946 auf Betreiben des Höchster Historikers Rudolf Schäfer wiederbelebt. Durch finanzielle Unterstützung der Hoechst AG und der Dresdner Bank konnte das Projekt erhalten werden. Die Manufaktur stellt Porzellane mit anspruchsvollen Handmalereien her.
Die Deutsche Bahn ist mit einer Außen- und Innenreinigungsanlage für die Konzernunternehmen DB Regio und DB Fernverkehr am Nordrand des Güterbahnhofs vertreten.

### Ehemalige Unternehmen
Ein bekanntes ehemaliges Unternehmen war die 1871 gegründete Anlagen- und Maschinenfabrik H. Breuer & Co., kurz Breuer-Werke genannt. Sie wurden 1923 von Buderus übernommen und 1969 an Krauss-Maffei verkauft.
Die Ada-Ada-Schuh AG war ein anderes bekanntes Unternehmen. Der Schuhhersteller ging aus der 1900 gegründeten Schuhfabrik R. & W. Nathan oHG hervor, die 1937 „arisiert“ wurde. Das Unternehmen, das seinen Sitz in der Nähe des Höchster Bahnhofs hatte, existierte bis 1966.
Der Möbelhersteller Wesner hatte bis zum Jahr 2007 sein Möbelhaus in Höchst. Das aus der Tradition der Holzverarbeitung und Möbelherstellung im Vordertaunus stammende Unternehmen wurde 1906 gegründet. Der Konkurrenzkampf auf dem Möbelmarkt brachte dem Traditionsunternehmen das Ende.

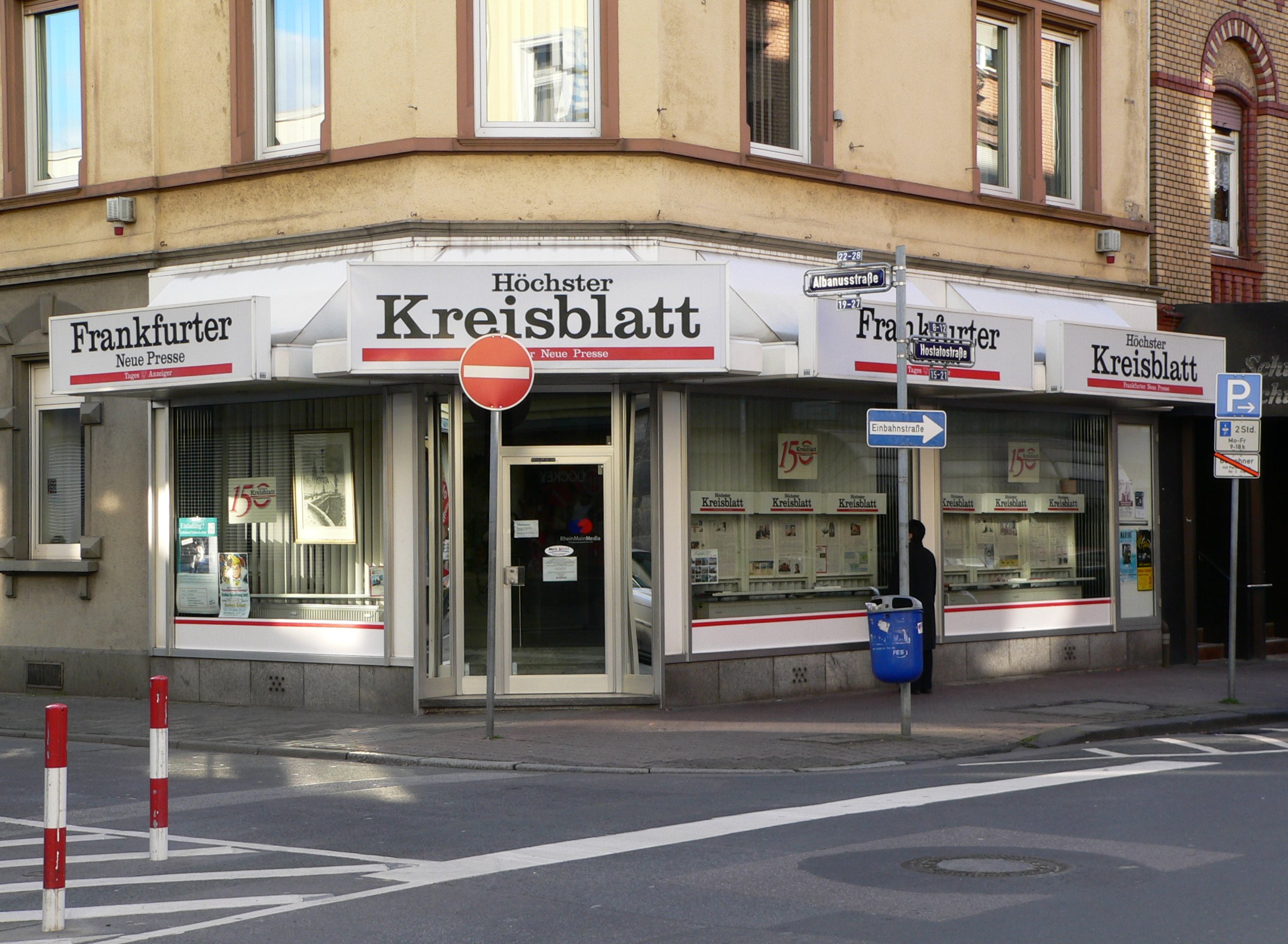
Geschäftsstelle des Höchster Kreisblatts

Die Schnupftabakfabrik der Gebrüder Bolongaro wurde Ende des 18. Jahrhunderts in der Höchster Neustadt eröffnet. Sie legte den Grundstein für die bis weit ins 19. Jahrhundert reichende Blüte der Tabakverarbeitung in Höchst.

### Medien
Die lokale Medienlandschaft in Höchst wird von den Frankfurter Tageszeitungen bestimmt. Neben der Frankfurter Rundschau, der Frankfurter Allgemeinen Zeitung und der Frankfurter Neuen Presse ist dies vor allem das Höchster Kreisblatt (HK). Die 1849 gegründete Zeitung berichtet traditionell aus Höchst, dem Frankfurter Westen und dem ehemaligen Landkreis Höchst. Das HK gehört seit Juli 1965 zur Zeitungsgruppe der Frankfurter Neuen Presse. Neben diesen Tageszeitungen gibt es mehrere lokale und regionale Anzeigenblätter.

### Verkehr

#### Öffentlicher Personenverkehr

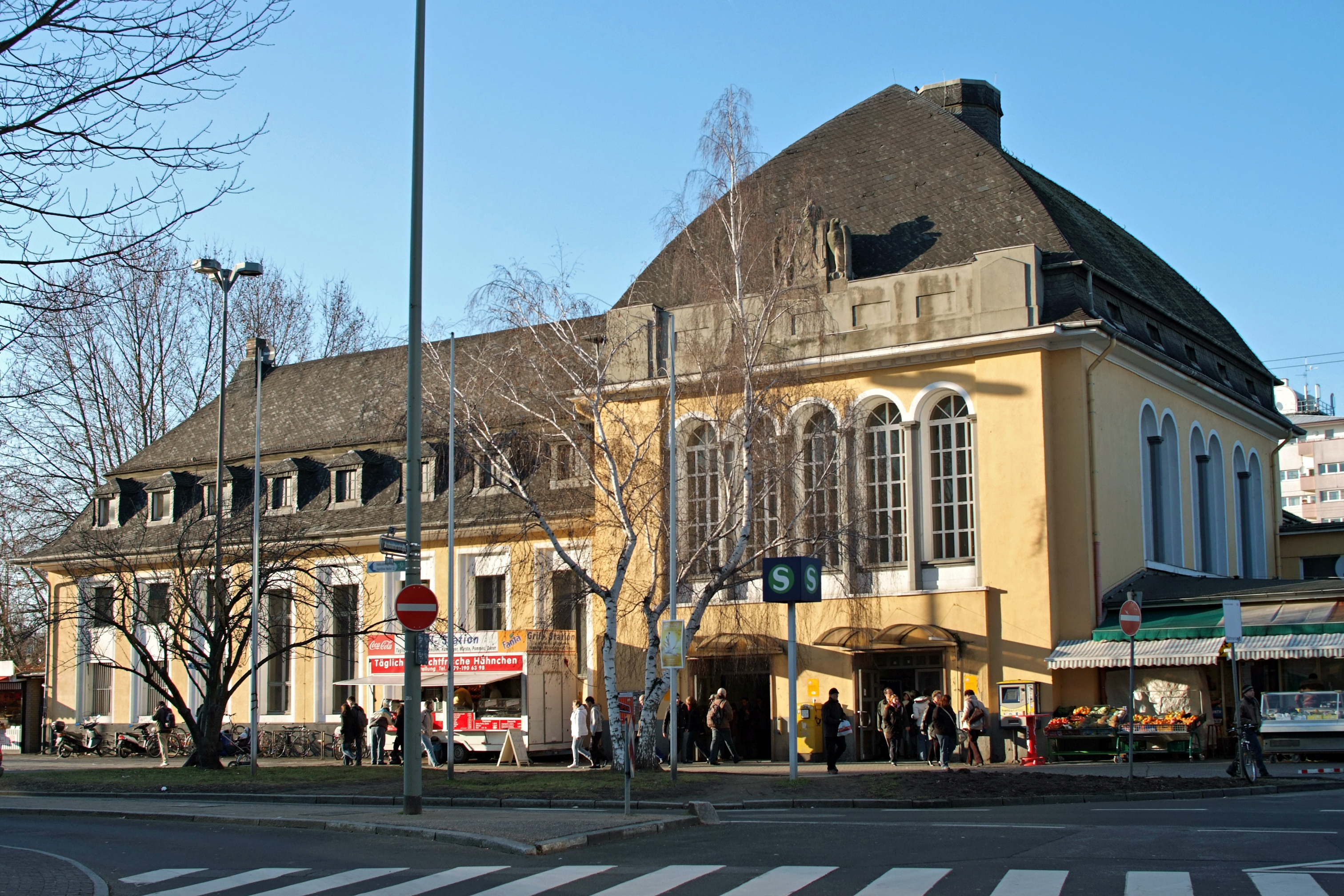
Höchster Bahnhof

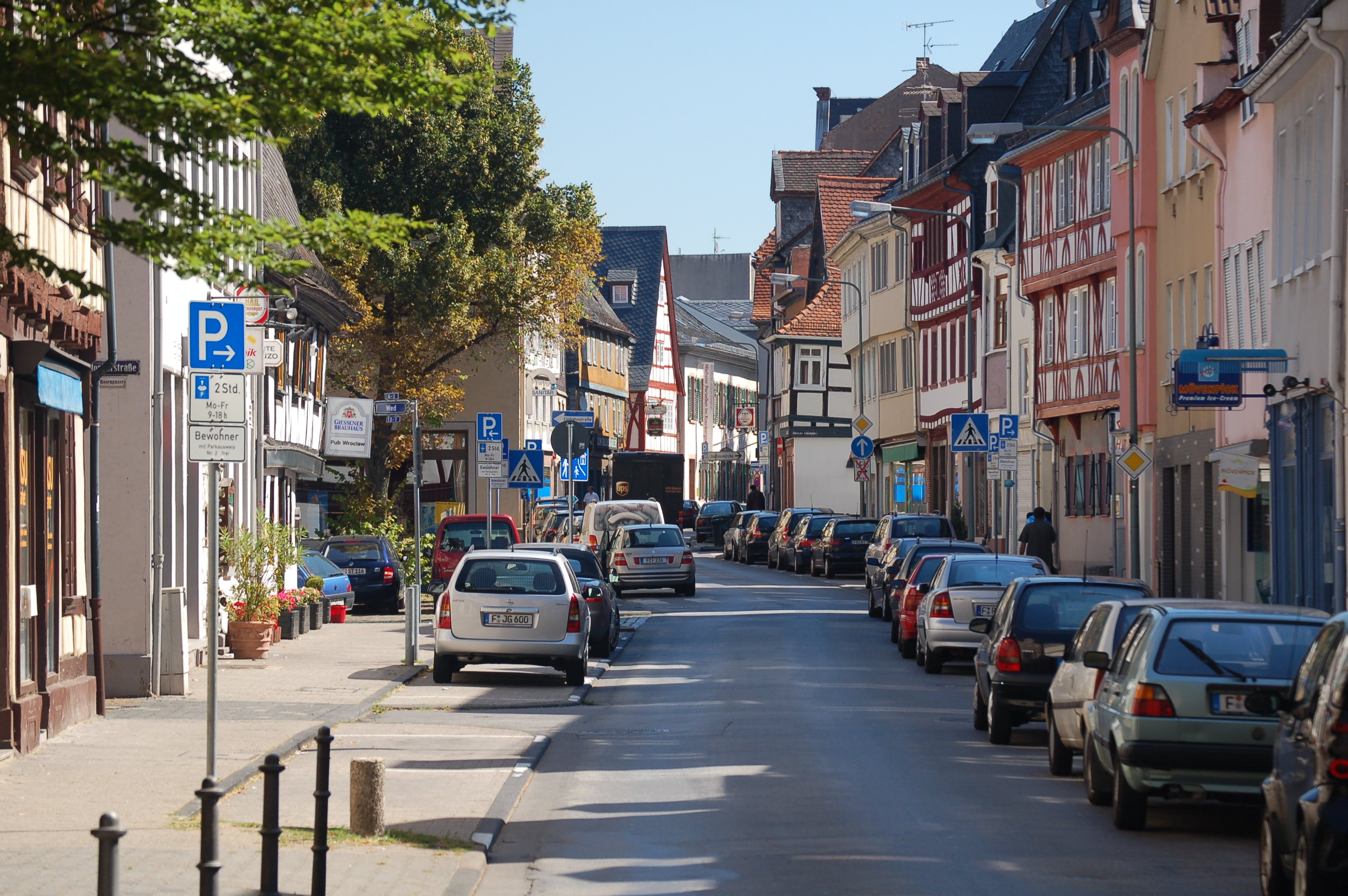
Bolongarostraße

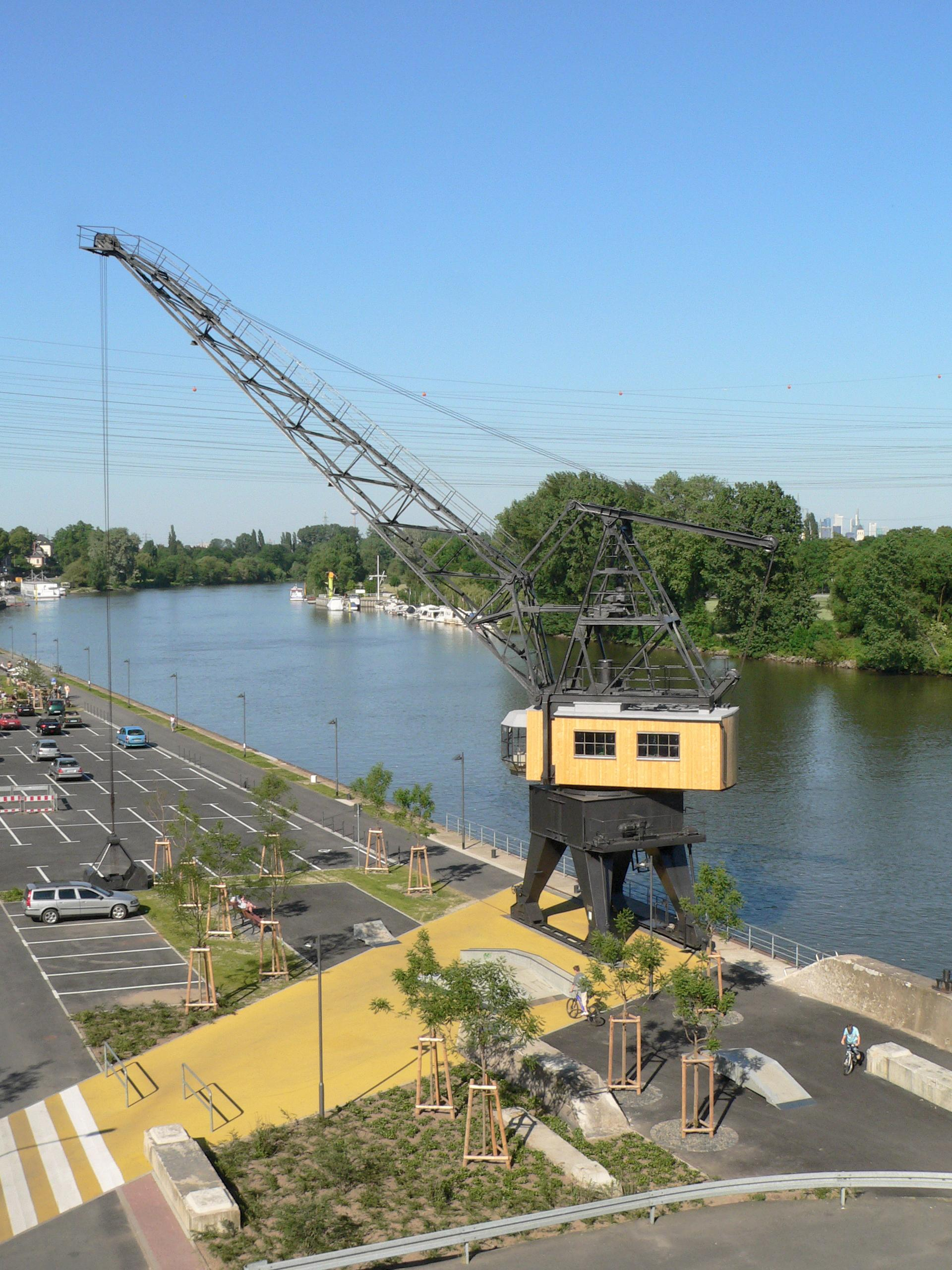
Industriedenkmal Kohlenkran am Höchster Mainufer

Der Höchster Bahnhof ist ein Knoten im Regionalverkehr der Taunusbahn und der Main-Lahn-Bahn. Hier halten zahlreiche Regionalbahnen und Regional-Express-Züge von Frankfurt nach Wiesbaden und Limburg. Weitere wichtige Verbindungen bieten zwei S-Bahn-Linien Richtung Frankfurter Innenstadt. Die S1 fährt von Wiesbaden über Hauptbahnhof nach Ober-Roden und die S2 von Niedernhausen nach Dietzenbach. Die Königsteiner Bahn fährt als Regionalbahn 12 über Kelkheim nach Königstein in den Vordertaunus. Die Sodener Bahn verbindet als Regionalbahn 13 Bad Soden am Taunus mit Höchst. Mit der Regionaltangente West ist eine S-Bahn von Bad Homburg über den Höchster Bahnhof zum Frankfurter Flughafen und weiter nach Neu-Isenburg beschlossen.
Seit 1952 fahren Straßenbahnen nach Höchst, zurzeit die Linie 11 nach Fechenheim.
| Linie | Verlauf | Takt                                      |
| ----- | --- | ----------------------------------------- |
| 11    | Höchst Zuckschwerdtstraße – Nied Kirche – Griesheim – Gallus – Galluswarte – Hauptbahnhof – Willy-Brandt-Platz – Altstadt – Ostendstraße – Ostbahnhof – Mainkur Bahnhof – Fechenheim Schießhüttenstraße | 10 min 7/8 min (wochentags an Schultagen) |

Der Anschluss an das Frankfurter Straßenbahnnetz wurde den Höchstern im Eingemeindungsvertrag zugesagt; dort ist jedoch von einer Linie über den Höchster Bahnhof bis nach Zeilsheim die Rede. Verwirklicht wurde dies erst nach dem Zweiten Weltkrieg und nur bis zur Zuckschwerdtstraße ganz im Osten von Höchst, was nicht ganz den Vorstellungen der Einwohner entsprach. Im aktuellen Gesamtverkehrsplan der Stadt Frankfurt ist eine Verlängerung zum Höchster Bahnhof oder alternativ durch die Bolongarostraße zur Königsteiner Straße vorgesehen. Auch die Integration der Strecke in das U-Bahn-Netz (Linie U5) ist im Gespräch.
Höchst besaß bereits vor der Eingemeindung ein eigenes Omnibusnetz, das es in die Verbindung mit Frankfurt einbrachte. In Frankfurt gab es damals nur wenige Buslinien, die meisten Relationen bediente die Straßenbahn. Das Höchster Busnetz ist entsprechend den Bedingungen des Eingemeindungsvertrages bis heute weitgehend erhalten, die relative Eigenständigkeit kommt auch durch die 50er-Liniennummern zum Ausdruck. Die Buslinien X53 (über Zeilsheim), 58 und X58 verbinden Höchst mit dem Flughafen.

#### Straßenverkehr
Der Stadtteil besitzt keinen direkten Anschluss an die Autobahn. Die Anschlussstelle Höchst der BAB 66 liegt etwa zwei Kilometer vom Ortskern entfernt im nördlich angrenzenden Frankfurt-Unterliederbach.
Da lange Zeit die Hauptachsen Hostatostraße und Bolongarostraße durch die Höchster Kernstadt die einzige direkte innerstädtische Durchgangsverbindung von Zeilsheim und Sindlingen nach Nied, Griesheim und das südmainische Schwanheim waren, ist der Durchgangsverkehr in Höchst entsprechend hoch. Die 1928 vertraglich vereinbarte Mainbrücke zwischen Höchst und dem südlichen Mainufer wurde erst 1994 eröffnet. Seit 2007 gibt es über die Leunabrücke einen Anschluss zur Bundesstraße 40. Die autobahnähnlich ausgebaute Schnellstraße tangiert Höchst südlich und soll in Zukunft die Höchster Altstadt vom Durchgangsverkehr befreien. Eine Verkehrszählung im Sommer 2008 ergab allerdings, dass die neue Umgehung nur wenig angenommen wird, so dass Höchst weiterhin einer starken Belastung mit Durchgangsverkehr ausgesetzt ist.

#### Schifffahrt

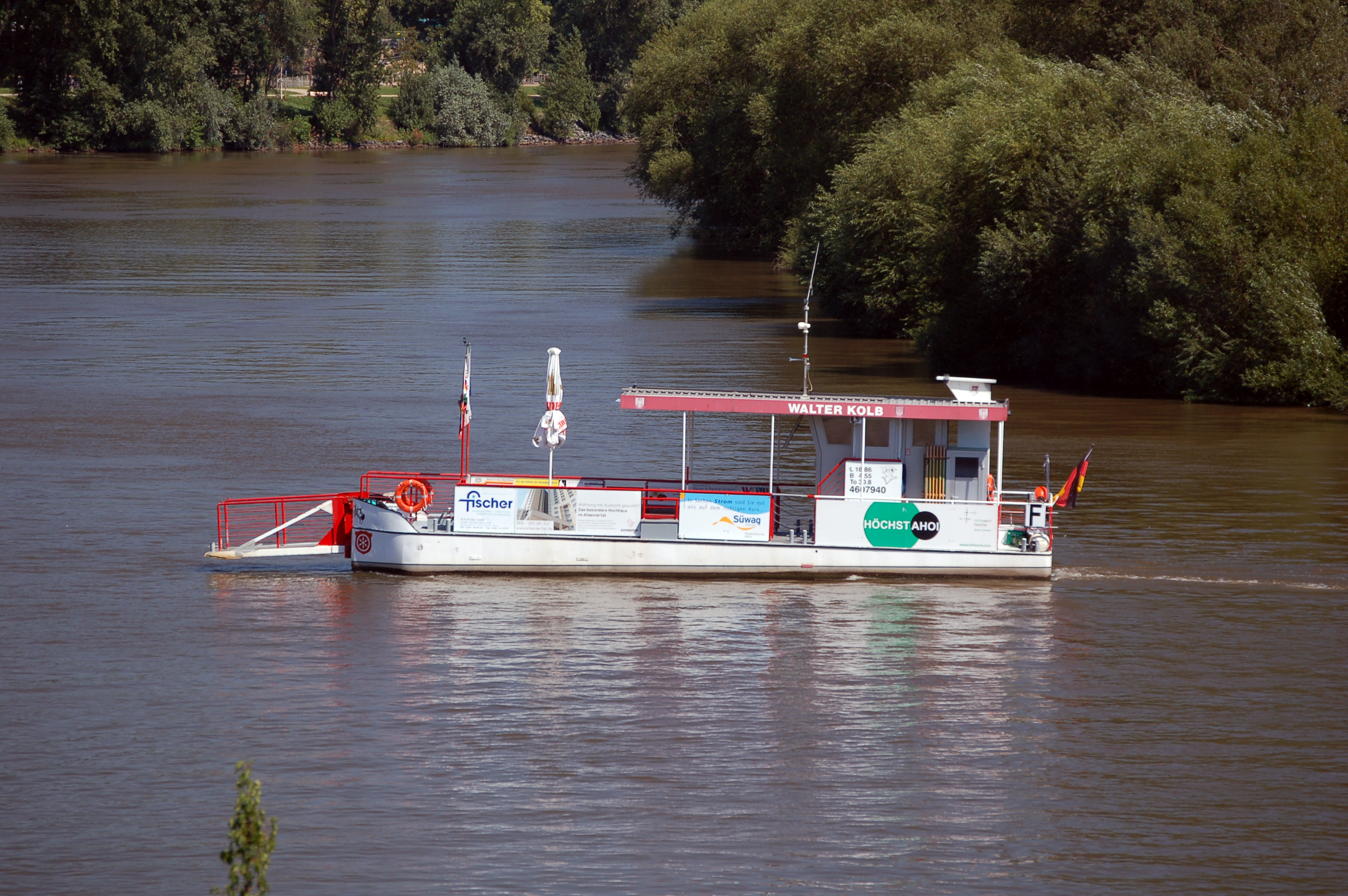
Mainfähre Walter Kolb in Höchst

Die Mainzer Erzbischöfe ließen in Höchst jahrhundertelang Mainzoll erheben. Der Zoll wurde erst 1866 abgeschafft. Durch die Zollstelle, an der die Mainschiffe anlegen und pausieren mussten, war Höchst eine wichtige Anlandestelle am Untermain. Mit Ausbau des Mains zur Wasserstraße seit dem Ende des 19. Jahrhunderts wuchs das Frachtaufkommen auf dem Main. Viele Güter erreichten Höchst auf dem Wasserweg. Daher wurde das flache Höchster Mainufer um zwei Meter aufgeschüttet und zu einem Parallelhafen ausgebaut. Im Höchster Hafen wurden vor allem Holz für die Möbelindustrie des Vordertaunus sowie Kohlen für die Industrie und das Kraftwerk umgeschlagen. Der Höchster Hafen war bis 1982 in Betrieb.
Seit dem frühen 17. Jahrhundert gibt es zwischen Höchst und dem Schwanheimer Unterfeld eine Fährverbindung. Anfang des 20. Jahrhunderts wurde eine Wagenfähre beschafft, die bis 1992 in Betrieb war. Die alte Fähre wurde stillgelegt und durch ein neues, kleineres Fahrzeug ersetzt. Die Mainfähre Höchst ist seitdem eine reine Personenfähre für Fußgänger und Radfahrer.

### Bildung
Höchst hat einen Schulverbund aus drei Gymnasien,
- das seit 1975 bestehende Friedrich-Dessauer-Gymnasium als Oberstufenschule,
- die 1874 gegründete Helene-Lange-Schule, ehemals eine Höhere-Töchter-Schule, als Unter- und Mittelstufengymnasium und
- die Leibnizschule, deren Anfänge als Realschule bis ins Jahr 1818 zurückreichen, ebenfalls ein Unter- und Mittelstufengymnasium.

Im alten Gebäude der Leibnizschule ist heute die Robert-Koch-Schule, eine Realschule, untergebracht. Hinzu kommen die Hostatoschule als Haupt- und Grundschule, die Robert-Blum-Schule als Grundschule sowie die Kasinoschule (Förderschwerpunkt: Lernen) und die Fritz-Redl-Schule (Förderschwerpunkt: emotionale und soziale Entwicklung) als Förderschulen.
Die Paul-Ehrlich-Schule ist eine technisch-wissenschaftliche Berufsschule im Stadtteil. Erwachsenenbildung wird von der Außenstelle Höchst der Volkshochschule Frankfurt am Main angeboten, die im Gebäude des Friedrich-Dessauer-Gymnasiums untergebracht ist. Dort befindet sich ebenfalls die Stadtteilbücherei Höchst der Stadtbücherei Frankfurt.
Hinzu kommen noch 24 Kinderbetreuungseinrichtungen für Kinder aller Altersgruppen, die von privaten, konfessionellen und städtischen Institutionen getragen werden.

## Kultur und Sehenswürdigkeiten

### Theater und Kino

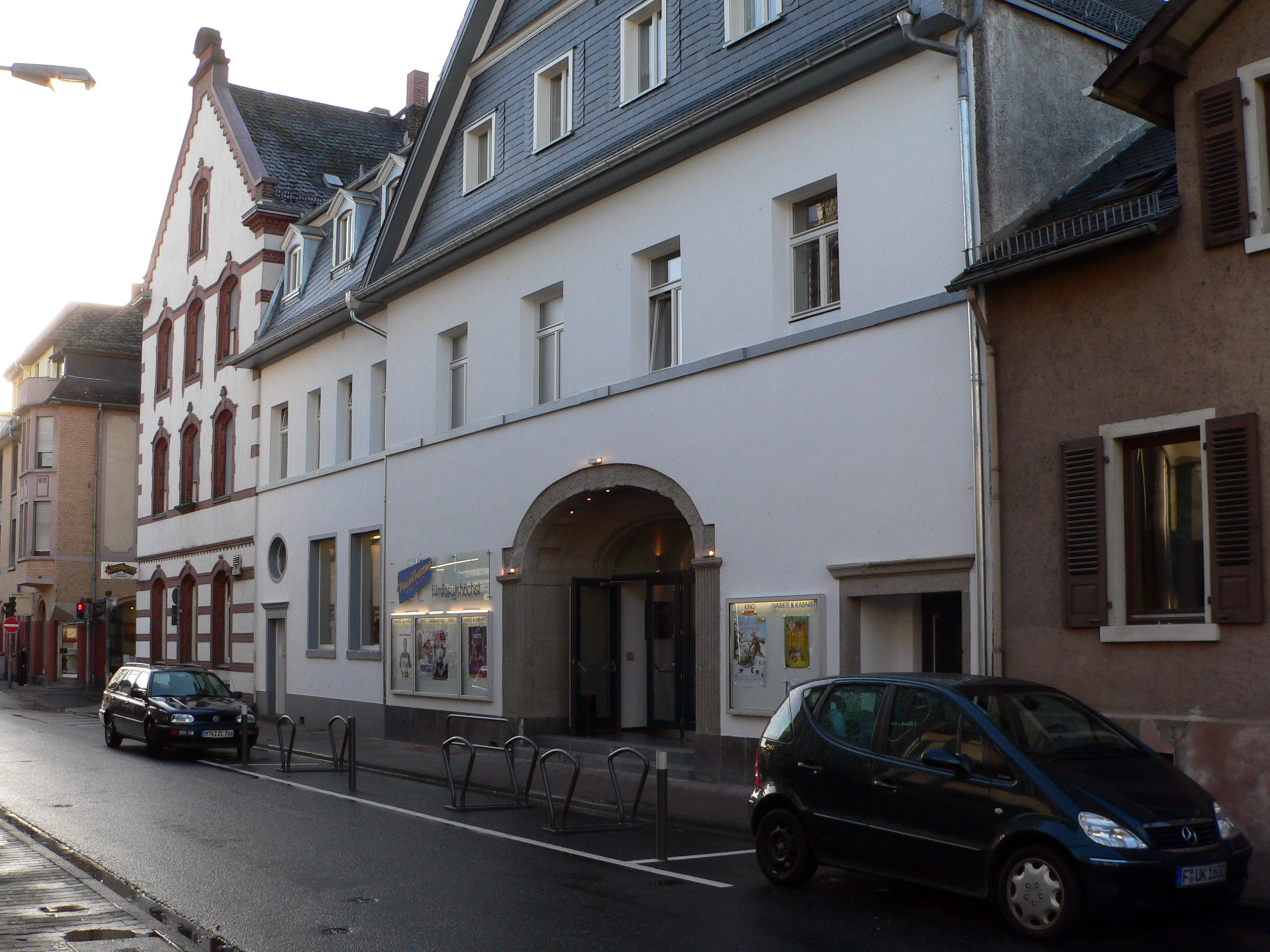
Neues Theater Höchst

Mit dem vom Bund für Volksbildung seit 1987 betriebenen Neuen Theater Höchst, das in einem ehemaligen Kinosaal in der Emmerich-Josef-Straße untergebracht ist, besitzt Höchst eine in Frankfurt bekannte Kleinkunstbühne. Dem Neuen Theater angeschlossen ist das kommunale Kino Filmforum Höchst.

### Regelmäßige Veranstaltungen
Ein bedeutendes kulturelles Ereignis ist das Höchster Schloßfest, das seit 1957 jährlich stattfindet. Es beginnt Mitte Juni und dauert vier Wochen. In dieser Zeit finden zahlreiche Veranstaltungen wie das Altstadtfest, eine Kerb am Mainufer, das Jazz-Festival im Schloss und ein großes Abschlussfeuerwerk statt. Das Höchster Schloßfest lockt jedes Jahr zahlreiche Besucher aus der Region nach Höchst.
Der Höchster Orgelsommer ist eine Konzertreihe, die jährlich in der Justinuskirche stattfindet. Die Orgel der Justinuskirche wurde 1988 zum 125-jährigen Firmenjubiläum als Spende der Hoechst AG erneuert und ist mit 43 Registern eines der wertvollsten Instrumente in Frankfurt.
Seit 2004 fand während des Spätsommers im Garten des Bolongaropalastes das Theaterfestival Barock am Main. Der Hessische Molière statt. Es werden die von Wolfgang Deichsel und Rainer Dachselt in südhessische Mundart übertragenen Stücke des Dramatikers Molière aufgeführt. Protagonist und künstlerischer Leiter des Festivals ist Michael Quast. Wegen der Renovierung des Bolongaropalasts ist die Spielstätte derzeit im Hof der Höchster Porzellanmanufaktur.

### Museen

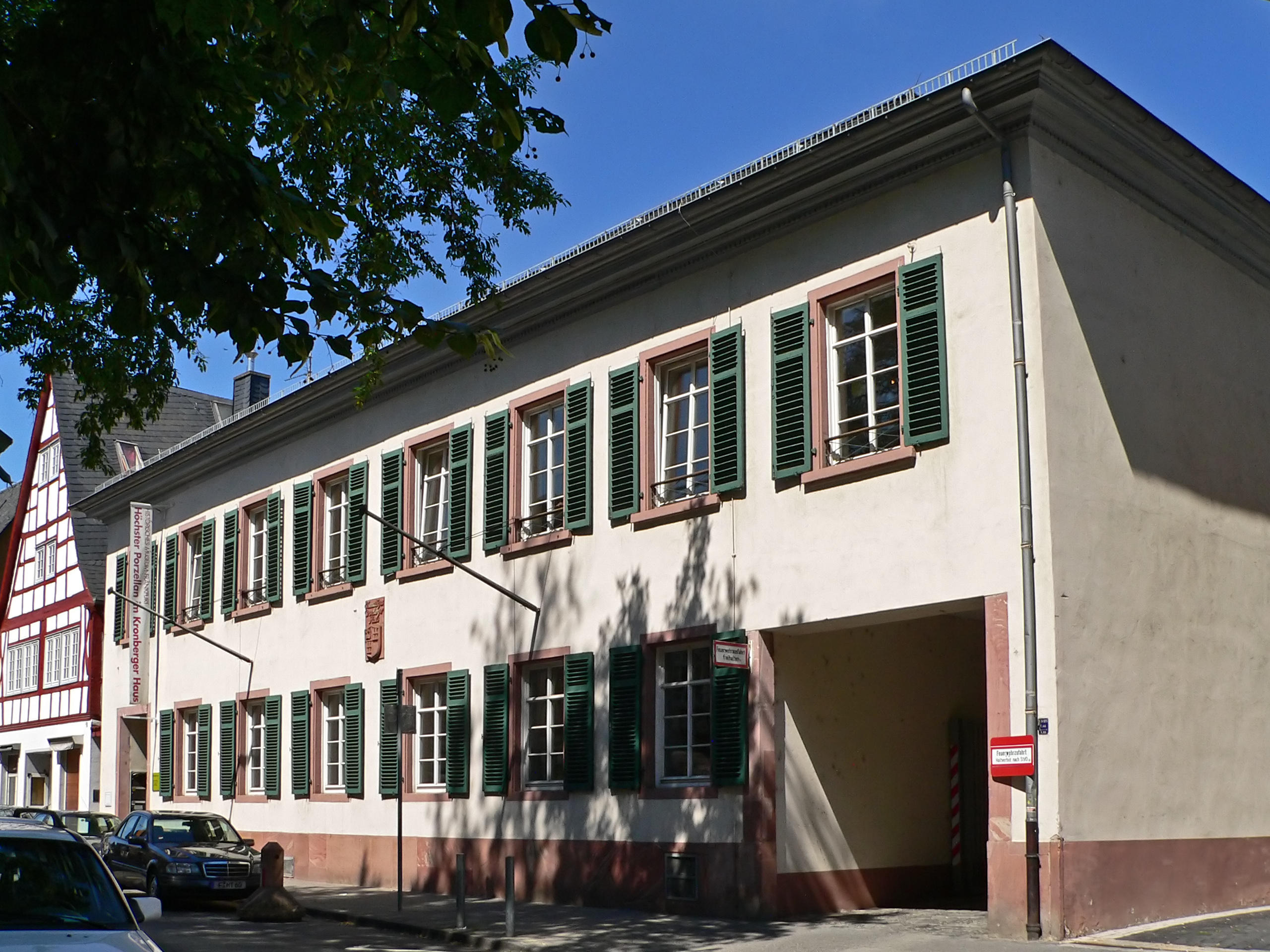
Kronberger Haus

Im Kronberger Haus befindet sich seit 1994 das Höchster Porzellanmuseum, eine Außenstelle des Historischen Museums (Frankfurt am Main). Hier werden ungefähr 1000 Stücke Fayencen und Porzellane aus der ersten Zeit der Höchster Porzellanmanufaktur gezeigt. Weitere Ausstellungsstücke sind im 1. Stock des Bolongaropalastes zu besichtigen.
Im Glockenspielhaus am Dalbergplatz befindet sich das Frankfurter Uhren- und Schmuckmuseum. Hier werden in fünf Räumen Uhren und Schmuckstücke verschiedener Epochen gezeigt.
Das Firmenmuseum der Hoechst AG und das Museum des Höchster Geschichtsvereins, die sich im Höchster Schloß befanden, wurden zum Jahresende 2006 geschlossen. Sie sollen nach dem Umbau des Bolongaropalastes dort ihren Platz finden.

### Vereine (Auswahl)
In Höchst gibt es eine große Anzahl sportlich, kulturell und sozial aktiver Vereine. Im 1954 gegründeten Vereinsring Höchst e. V. sind über sechzig Vereine organisiert. Der Vereinsring selbst richtet seit 1957 das Höchster Schloßfest aus.
- Die Initiative Pro Höchst ist ein Zusammenschluss aus Unternehmen, Vereinen und Einzelpersonen, die sich für die Förderung des Stadtteils einsetzt.

- Die seit 1971 existierende Bürgervereinigung Höchster Altstadt e. V. setzt sich für den Erhalt der Altstadt Höchst ein. Sie wurde 1977 für ihre Arbeit mit der Walter-Möller-Plakette der Stadt Frankfurt für Verdienste um das Gemeinwohl in Frankfurt am Main ausgezeichnet.

- Die Freiwillige Feuerwehr Höchst 1852 e. V. ist eine der ältesten Feuerwehren Deutschlands. Das Feuerwehrhaus befindet sich in der Palleskestrasse (Schießplatz).

- Der Höchster Schwimmverein wurde 1893 gegründet und zählt heute über 1.900 Mitglieder.

- Der Verein für Geschichte und Altertumskunde Ffm.-Höchst e. V. wurde Ende des 19. Jahrhunderts von Höchster Bürgern gegründet, um das geschichtliche Erbe der Stadt Höchst zu erforschen und zu erhalten. Langjähriger Vorsitzender des Vereins war der Höchster Journalist und Historiker Rudolf Schäfer.

- Die Höchster Schnüffler un’ Maagucker e. V. ist ein Zusammenschluss von einzelnen Bürgern und Bürgerinitiativen, die sich für den Umweltschutz engagieren und insbesondere der Politik des Industrieparks Höchst kritisch gegenüberstehen.

### Bauwerke

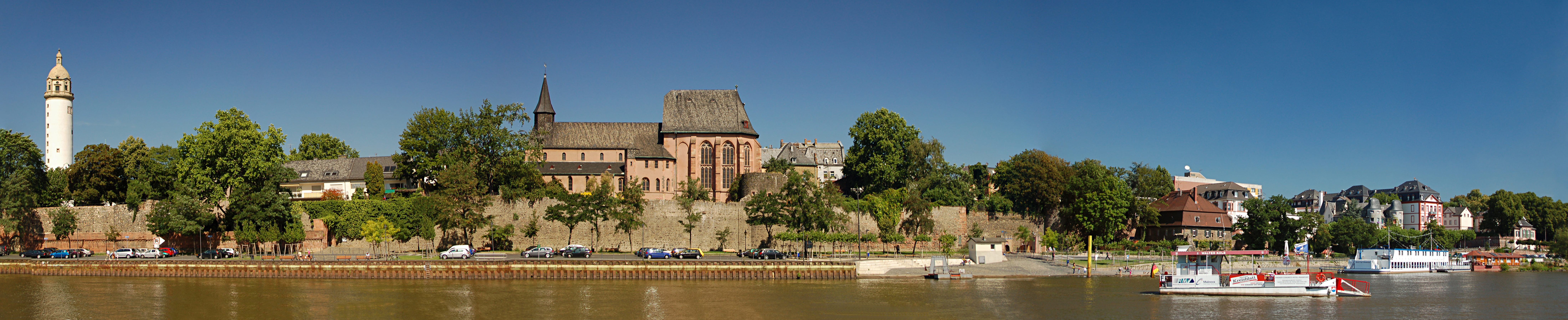
Panorama des Mainufers und der Stadtmauer von Frankfurt-Höchst

#### Altstadt

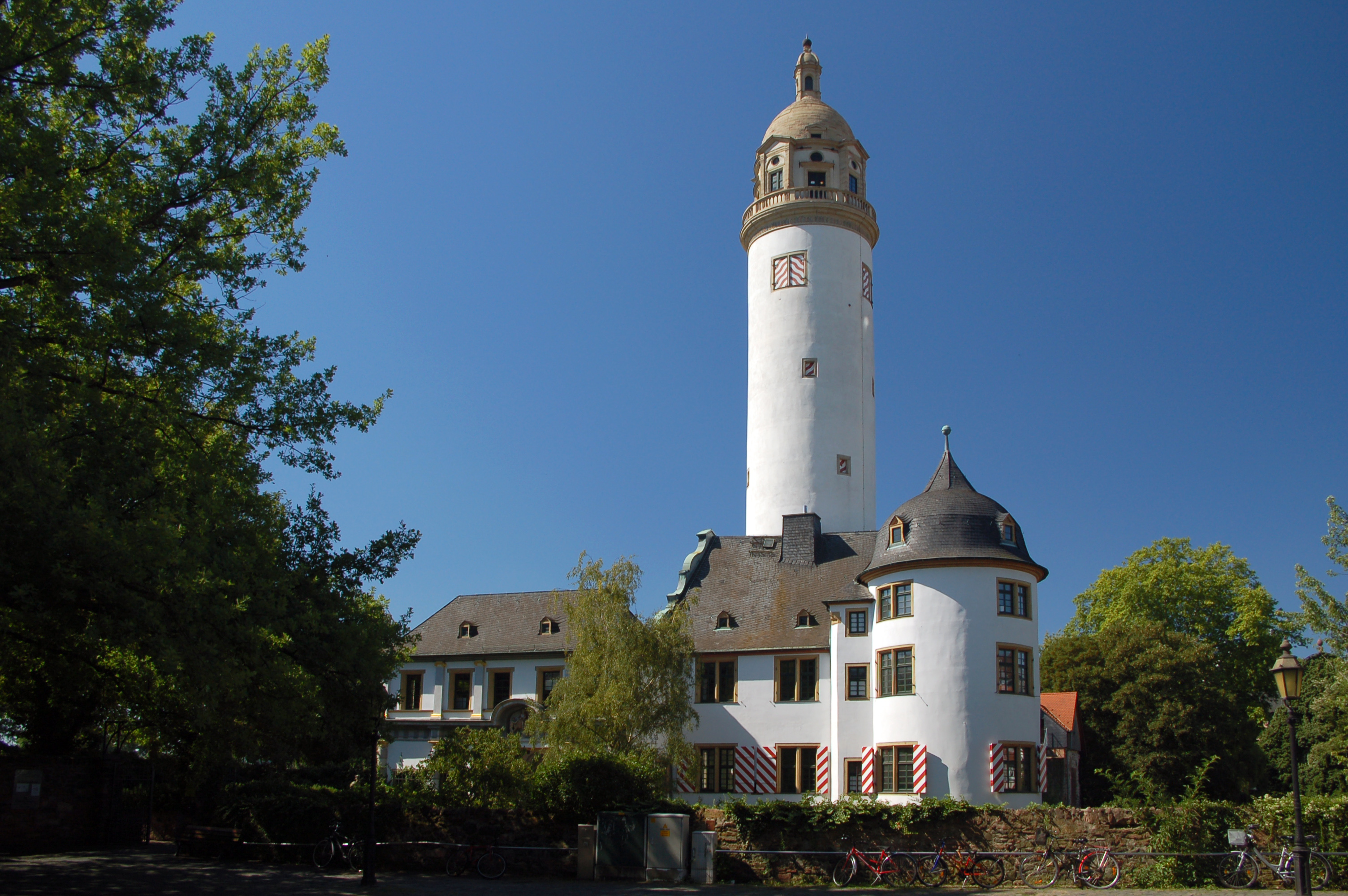
Residenzschloss der Mainzer Erzbischöfe

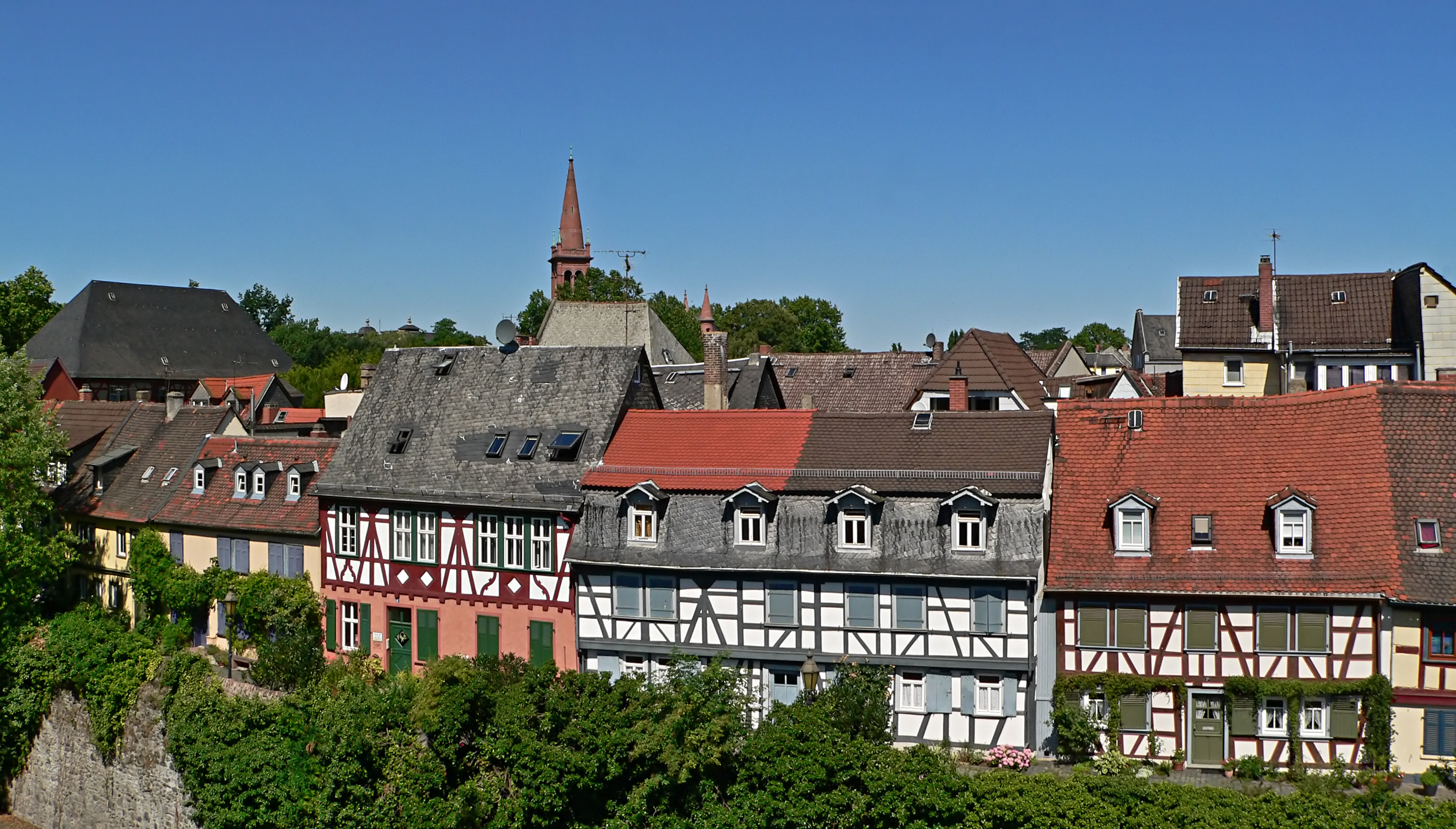
Burggraben: Historische Fachwerkhäuser in Höchst

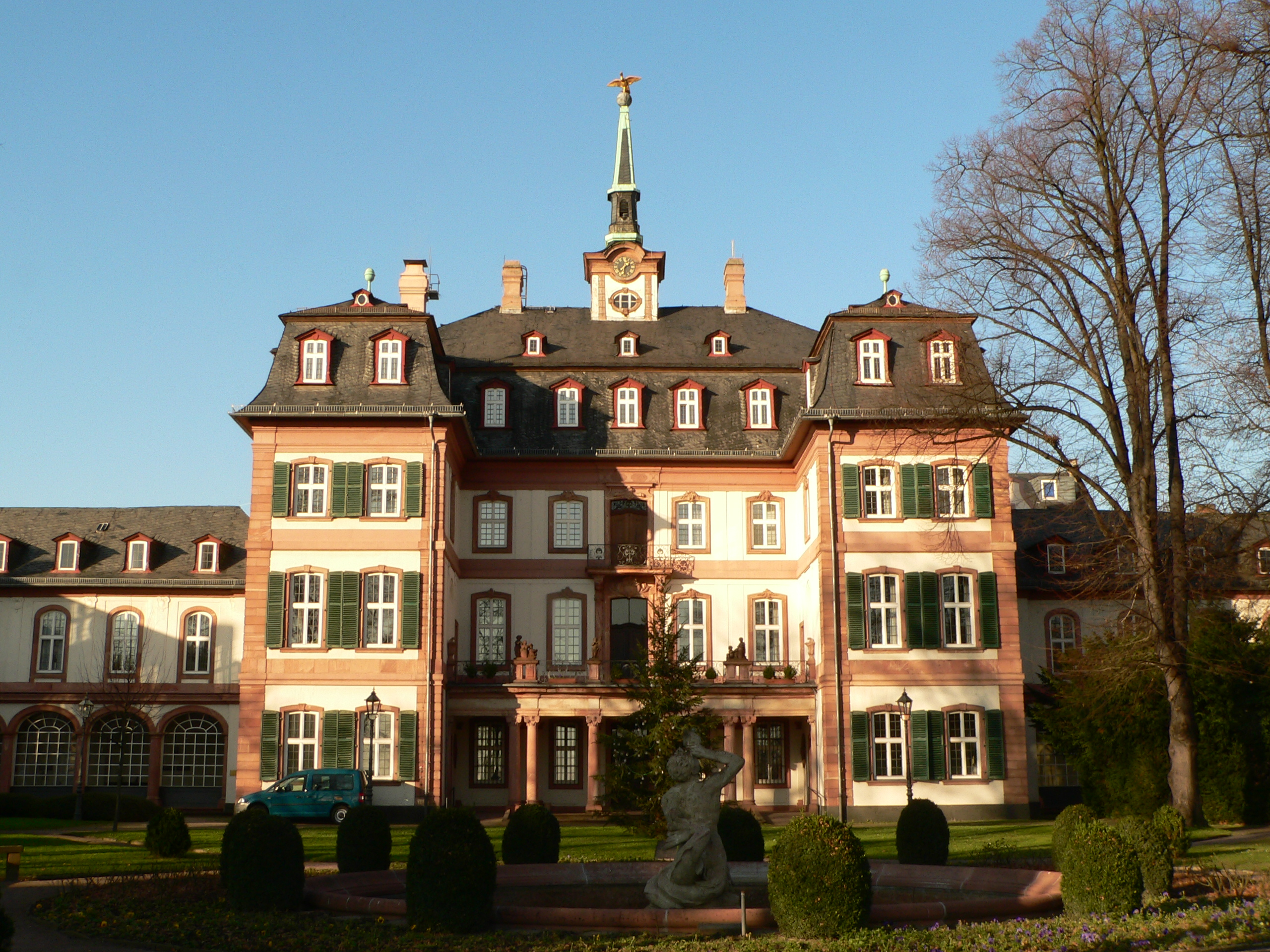
Bolongaropalast

In der Höchster Altstadt, die den Zweiten Weltkrieg ohne nennenswerte Schäden überstanden hat, befinden sich eine Reihe bedeutender Baudenkmäler. Die Mainseite Höchsts wird von der im 14. Jahrhundert entstandenen Stadtmauer mit dem Maintor geprägt. Die um 830 entstandene karolingische Justinuskirche mit ihrer dreischiffigen Basilika und dem hochgotischen Chor aus dem 15. Jahrhundert ist das älteste Bauwerk Frankfurts. Das Höchster Schloß, 14.–16. Jahrhundert, war die Residenz der Mainzer Erzbischöfe. Der Schlossturm ist ein Wahrzeichen Höchsts. Der Höchster Schloßplatz mit seinen Fachwerkhäusern gilt vielen Frankfurtern als der schönste Platz Frankfurts. Im ehemaligen Gasthaus Der Karpfen waren unter anderem Dürer, Goethe und Mozart zu Gast.
Gut erhaltene Einzelbauten sind die zur Zeit der Renaissance entstandenen Adelshöfe Dalberger Haus und Kronberger Haus. Beide sind dem Höchster Porzellan verbunden, im Dalberger Haus befindet sich eine Verkaufsstelle der Höchster Porzellanmanufaktur, im Kronberger Haus das Porzellanmuseum des Historischen Museums Frankfurt. Ebenfalls aus der Zeit der Renaissance stammt das Greiffenclausche Haus, ehemals ein Adelshof und heute ein Wohnhaus.
Weitere Baudenkmale sind das spätgotische Haus Zum Anker, seit Jahrhunderten Gaststätte und Wohngebäude, das ehemalige Antoniterkloster und das Alte Rathaus, beide heute zu Wohnzwecken genutzt.

#### Neustadt
In der 1768 als Stadterweiterung gegründeten Höchster Neustadt ist der barocke Bolongaropalast das prägendste Bauwerk. Nach einer wechselvollen Geschichte als Familiensitz der Bolongaros sowie später als Industrie- und Wohngebäude diente er seit 1908 als Rathaus der Stadt Höchst und nach der Eingemeindung nach Frankfurt als Außenstelle der Stadtverwaltung in den westlichen Stadtteilen.
Das 1892 im klassizistischen Stil erbaute Kreishaus war bis 1928 Sitz der Kreisverwaltung des Landkreises Höchst. Ab 1928 diente das Haus dem Main-Taunus-Kreis bis zum Umzug nach Hofheim am Taunus als Verwaltungssitz. Seitdem steht das Gebäude leer.

#### Sonstige Bauten
Die meisten Bauten des Höchster Westends stammen aus der Gründerzeit und dem frühen 20. Jahrhundert. Besondere Bauten sind die zwischen 1877 und 1882 in rotem Backstein im Stil der Neorenaissance erbaute evangelische Stadtkirche an der Leverkuser Straße und die 1908 errichtete neuromanische Josefskirche in der Hostatostraße.
Der Jugendstilbau des Bahnhofs Höchst, 1914 eingeweiht, war der letzte öffentliche Bau in der Stadt Höchst vor dem Beginn des Ersten Weltkriegs. Das zwischen 1920 und 1924 nach dem Entwurf von Peter Behrens erbaute expressionistische Verwaltungsgebäude der Farbwerke Hoechst AG ist der Öffentlichkeit nicht mehr frei zugänglich.
Außerhalb Höchsts stehen auf Unterliederbacher Gemarkung der Kuppelbau der Jahrhunderthalle Hoechst, der zwischen 1961 und 1963 errichtet wurde, und die 1988 eröffnete Ballsporthalle.

### Parkanlagen

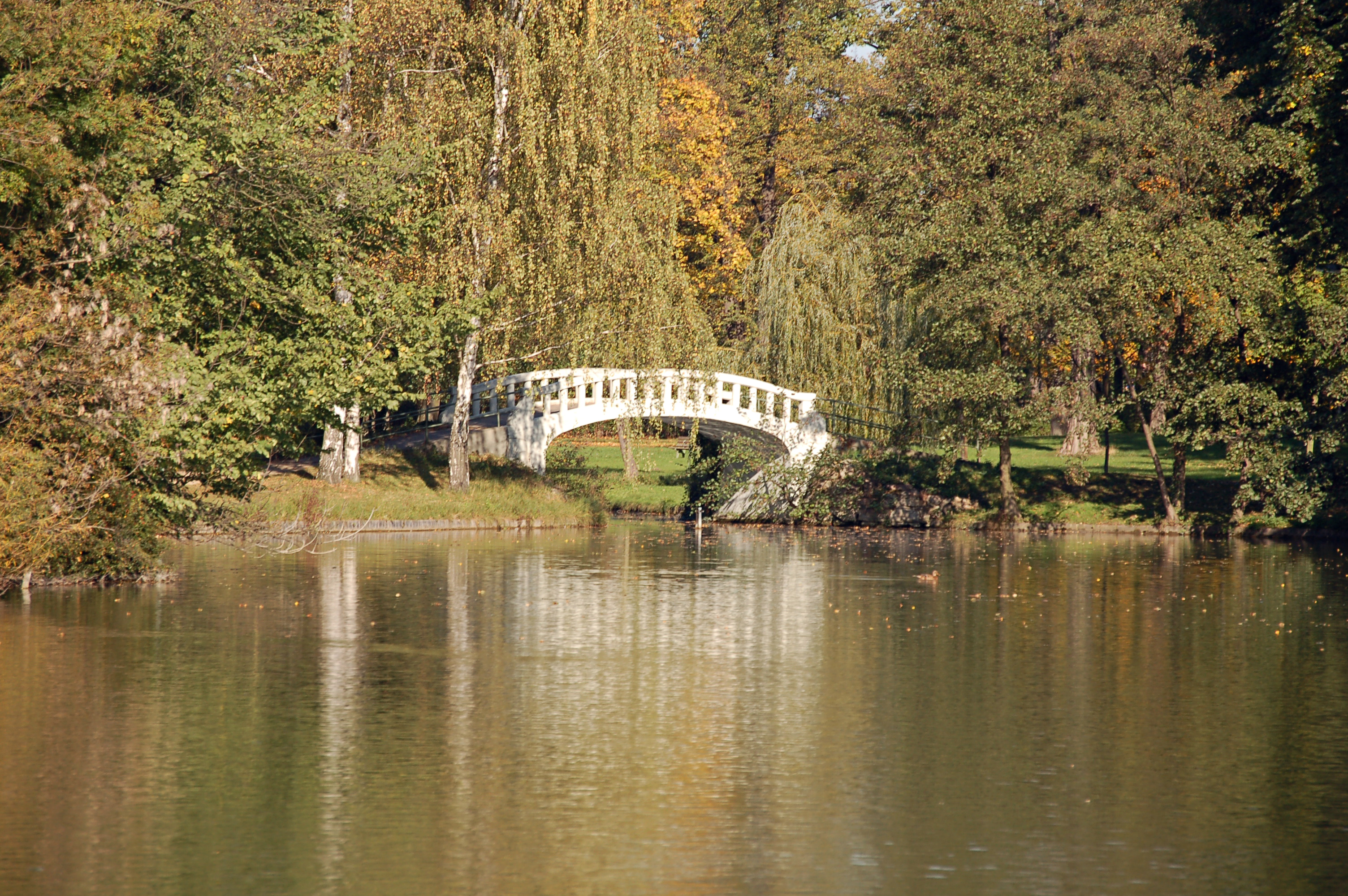
Bogenbrücke über den Stadtparkweiher

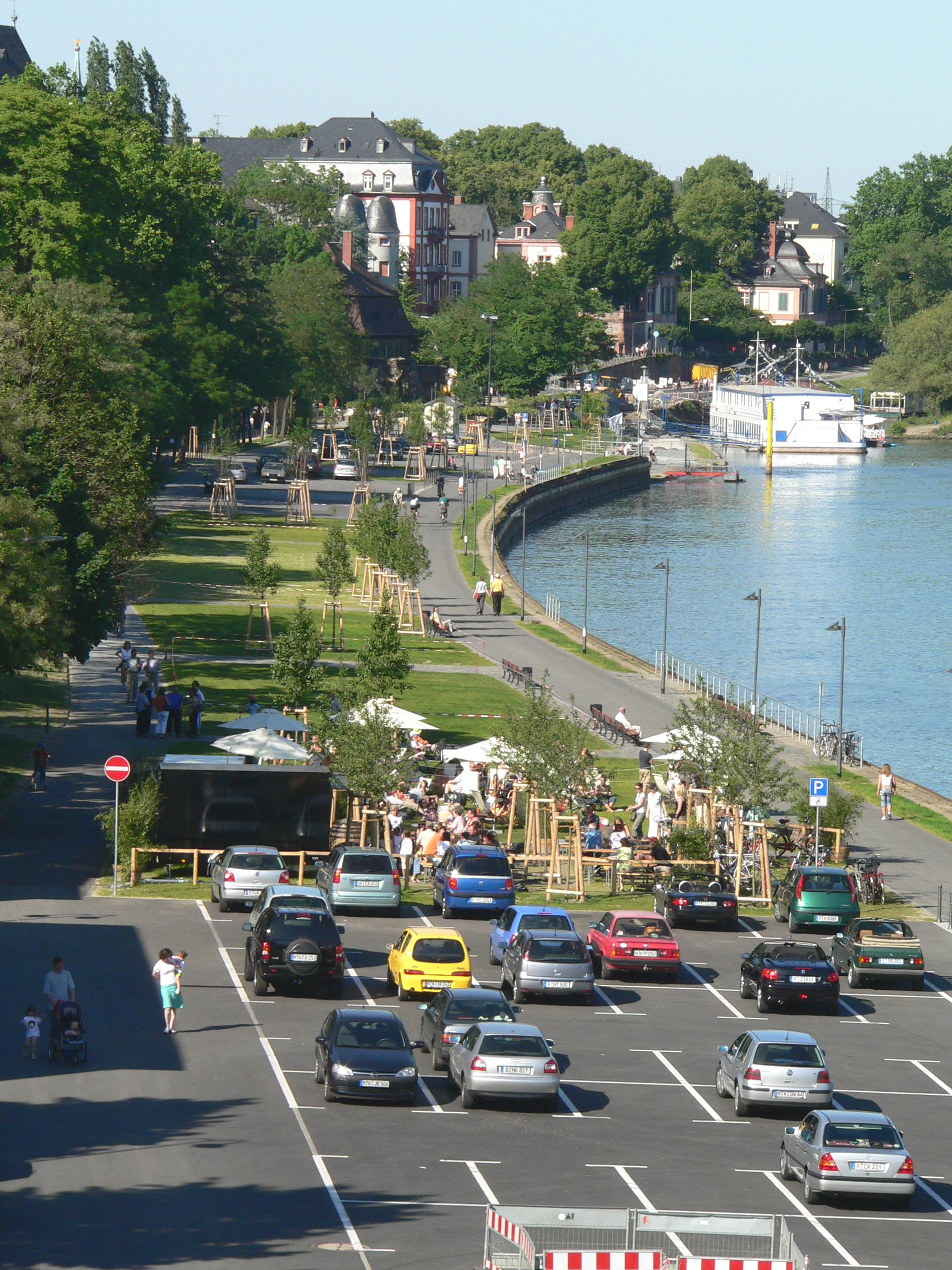
Im Jahr 2006 neugestaltetes Mainufer

Am Rande des Höchster Oberfeldes befindet sich der 14,6 Hektar große Höchster Stadtpark. Der 1908 angelegte Park geht auf eine Anregung des damaligen Bürgermeisters Palleske zurück. Mit seinem alten Baumbestand ist er ein beliebtes Naherholungsziel der Höchster und Nieder Bürger.
Zwischen dem Höchster Bahnhof und dem Dalbergplatz erstreckt sich entlang der Bahnlinie die in den 1920er Jahren entstandene Bruno-Asch-Anlage, eine der wenigen expressionistischen Gartenanlagen Deutschlands, die seit 2003 unter Denkmalschutz steht. Seit 2011 sind die einst schlecht erhaltene Parkanlage und seit 2013 der dazugehörige Seiler-Brunnen nach aufwendiger Restaurierung wiederhergestellt.
Der Park an der Wörthspitze, der bereits im Stadtteil Nied liegt, ist der nominelle Ausgangspunkt des Frankfurter Grüngürtels. Die in den 1930er Jahren angelegte Parkanlage wurde zuvor landwirtschaftlich genutzt. Seit 1911 verbindet eine Fußgängerbrücke die Wörthspitze mit dem Höchster Niddaufer.
Weitere Grünflächen, die der Erholung und der Auflockerung des Stadtbildes dienen, sind die Rudolf-Schäfer-Anlage an der Einmündung der Leverkuser Straße in die Bolongarostraße, Standort des Bismarck-Denkmals, und der Brüningpark, der sich von Bolongarostraße entlang der westlichen Stadtmauer zum Main erstreckt. Das Batterie genannte Höchster Mainufer wurde im Jahr 2006 in erheblichen Teilen vom Parkplatz zu einer Grünanlage mit einem Biergarten und Liegeflächen umgestaltet.

## Persönlichkeiten

### Persönlichkeiten, die in Höchst geboren wurden
- Johann Kaspar Riesbeck (1754–1786), Schriftsteller
- Gerhard Adolf Aschbach (1793–1842), Jurist und Politiker
- Joseph Aschbach (1801–1882), Historiker
- Otto Thilenius (1843–1927), Mediziner und Balneologe
- Gustav Travers (~1846–1892), Diplomat
- Carl Chun (1852–1914), Zoologe und Tiefseeforscher
- Adolf von Eck (1860–1923), Jurist und Abgeordneter des Provinziallandtages der Provinz Hessen-Nassau
- Meta Quarck-Hammerschlag (1864–1954), Frauenrechtlerin
- Gustav von Brüning (1864–1913), Chemiker, Industriemanager, Politiker
- Richard Biringer (1877–1947), Maler und Bildhauer
- Karl Wach (1878–1952), Architekt
- Frieda Düsterbehn-Reuting (1878–1954), Höchster Mundartdichterin
- Georg Jung (1878–1958), Heimatforscher
- Jakob Rauch (1881–1956), katholischer Geistlicher
- Hans Fischer (1881–1945), Chemiker und Mediziner, Nobelpreis für Chemie 1930
- Karl Remy (1883–1951), Ingenieur und Reichsbahndirektionspräsident
- Hans Schmidt (1886–1959), Chemiker und Hochschullehrer
- Adolf Schindling (1887–1963), Unternehmer
- Heinrich Scharp (1899–1977), Journalist und Historiker
- Johann Schellheimer (1899–1945), Widerstandskämpfer
- Heinrich König (1900–1942), römisch-katholischer Priester, Märtyrer
- Alfred Missong (1902–1965), Publizist
- Kurt Kleinschmidt (1904–1989), Jurist im Bankwesen
- Joachim Lutz (1906–1954), Maler und Journalist
- Erich Altwein (1906–1990), SPD-Politiker
- Werner Hessenland (1909–1979), Schauspieler
- Hans Körbel (1909–1947), Arzt, als Kriegsverbrecher hingerichtet
- Hans Adolf Weidlich (1909–1988), Chemiker, Mediziner, Hochschullehrer und Autor zur Philatelie
- Albert Hahn (1910–1995), Künstler und wissenschaftlicher Zeichner
- Ivo Veit (1910–1984), Rundfunkregisseur, Schauspieler und Kabarettist
- Hellmut Brunner (1913–1997), Ägyptologe
- Rudolf Schäfer (1914–1985), Historiker und Journalist
- Gerhard Wolfgang Jensch (1920–1990), Profi-Schachspieler
- Karl Heinz Haag (1924–2011), Philosoph der Kritischen Theorie
- Heinz Ulzheimer (1925–2016), Leichtathlet
- Joki Freund (1926–2012), Jazzmusiker
- Hans Burggraf (1927–2001), CDU-Politiker
- Hermann Dilcher (1927–1996), Rechtswissenschaftler, Rechtshistoriker und Hochschullehrer
- Friedrich Hanssmann (1929–2021), Ökonom und Hochschullehrer
- Karl Malkmus (1929–1997), Künstler
- Herbert Schlitt (1929–2019), Physiker und Professor für Regelungstechnik
- Wolfgang Bender (1931–2017), katholischer Theologe
- Helmut Frank (1933–2015), CDU-Politiker
- Georg Badeck (1938–2004), CDU-Politiker
- Klaus-Günther Jordan (1940–2011), Ruderer, Weltmeister
- Peter Oster (* 1946), Mediziner, Professor für Geriatrie
- Eva Christina Vollmer (1947–2004), Kunsthistorikerin, Musikwissenschaftlerin und Germanistin
- Margit Bach (* 1951), Leichtathletin
- Klaus-Werner Wagner (* 1953), Koch
- Michael Lederer (* 1955), Leichtathlet
- Martina Hund-Mejean (* 1960), Volkswirtin, Finanzchefin bei Mastercard
- Ortwin Passon (* 1962), Schwulen-, HIV/AIDS- und Bareback-Aktivist
- Klaus Reichert (* 1963), Moderator, Autor, Künstler
- Christoph Winterer (* 1967), Kunsthistoriker und Handschriftenforscher
- Patricia Patek (* 1968), Fotomodell und Schönheitskönigin
- Daniel Fischer (* 1976), Radio- und Fernsehmoderator
- Tristan Brübach (1984–1998), Mordopfer
- Wilhelm Schultze (* 1995), Kommunalpolitiker
- Ramzey (* 1999 oder 2000), Rapper

### Persönlichkeiten, die zeitweilig in Höchst gelebt oder gearbeitet haben
- Diether von Isenburg (1412–1482), Erzbischof von Mainz
- Goswin von Orsoy (1450–1515), Generalpräzeptor des Antoniterordens
- Adam Friedrich von Löwenfinck (1714–1754), Begründer der Höchster Porzellanmanufaktur
- Johann Peter Melchior (1747–1825), Bildhauer und Porzellanmaler
- Familie Bolongaro, zwischen 1771 und 1783, italienische Tabakfabrikanten
- Carl Friedrich Wilhelm Meister (1827–1895), Mitbegründer der Hoechst AG
- Eugen Lucius (1834–1903), Mitbegründer der Hoechst AG
- Adolf von Brüning (1837–1884), Mitbegründer der Hoechst AG
- Gustav Dürr (1853–1908), Ingenieur und Industrieller
- Eugen Gebeschus (1855–1936), Bürgermeister von Höchst
- Adolf Haeuser (1857–1938), Generaldirektor der Hoechst AG
- Friedrich Stolz (1860–1936), Chemiker der Hoechst AG
- Gustav Weißkopf (1874–1927), Motorflugpionier
- Amalie Froehlich (1876–1938), Abgeordnete im ersten preußischen Landtag
- Ludwig Hermann (1882–1938), Chemiker und Unternehmer
- Carl Lautenschläger (1888–1962), Chemiker und Mediziner
- Ernst Majer-Leonhard (1889–1966), Pädagoge und Schulleiter
- Bruno Asch (1890–1940), Wirtschaftsdezernent und Bürgermeister von Höchst
- Walter Kolb (1902–1956), SPD-Politiker und Frankfurter Oberbürgermeister
- Valentin Jost (1920–2007), SPD-Politiker und Landrat des Main-Taunus-Kreises in Hessen
- Erhard Bouillon (1925–2024), Vorstand und Aufsichtsrat der Hoechst AG
- Rudolf Scharp (1925–2013), Grafiker
- Helmut Gerstenberg (1926–1983), Ingenieur und Erfinder
- Rosemarie Fendel (1927–2013), Schauspielerin